# Joan Brossa i Cuervo
Joan Brossa i Cuervo   (Barcelona, 19 de gener de 1919 - Barcelona, 30 de desembre de 1998) fou un poeta, dramaturg i artista plàstic català, encara que ell denominava com a «poesia» tot el que feia. És possiblement el poeta avantguardista català més important de la segona meitat del segle xx.
Fou un dels fundadors del grup artístic avantguardista Dau al Set (1948) i un dels primers defensors de la poesia visual de la literatura catalana. La seva obra creativa abraçava tots els aspectes de l'art: la poesia, la prosa, el cinema, el teatre, la música, el cabaret, les arts escèniques, la màgia, el circ i les arts plàstiques. De fet, per a Brossa no existien diferències entre els diversos gèneres; afirmava que «els gèneres artístics són mitjans diferents per expressar una realitat idèntica. Són els costats d'una mateixa piràmide que coincideix al punt més alt».
Poeta, dramaturg i artista plàstic, Joan Brossa va produir una extensa obra. Als anys quaranta va conèixer el poeta J. V. Foix, un dels seus referents literaris, i també el filòsof Arnau Puig i els artistes Modest Cuixart, Joan Ponç, Antoni Tàpies i Joan-Josep Tharrats. Amb ells va fundar el grup i la revista d'avantguarda Dau al Set (1948), en la qual va col·laborar amb textos surrealistes que consistien en l'escriptura d'imatges oníriques i hipnagògiques properes a l'automatisme psíquic. Va ser el començament d'una obra literària molt àmplia que utilitzava el llenguatge com a mitjà d'experimentació i que va portar el seu autor cap a la poesia visual, la dramatúrgia, l'escultura i la performance. Els elements de la seva poesia, com la ironia, l'associació, la descontextualització i el refús de la diferenciació entre paraula i objecte, van cristal·litzar en la confecció d'objectes. Si bé en els seus inicis surrealistes ja havia construït un parell d'objectes tridimensionals, a partir de 1967 Brossa es dedica de ple al món dels objectes, un camp sense les restriccions pròpies del llenguatge que ja no abandonarà mai. Els anys vuitanta i noranta van ser molt fèrtils quant a la seva producció visual, que palesa les inquietuds que s'havien anat acumulant al llarg del seu itinerari poètic: la recerca de la màgia quotidiana, la denúncia social i la transgressió. Al final de la seva vida, Brossa va rebre un ampli reconeixement amb nombroses traduccions de la seva obra escrita, exposicions de la seva producció artística i premis, que el van situar com una de les figures cabdals de l'avantguarda catalana.
A banda de la seva producció literària, la producció plàstica de Brossa es va poder veure en nombroses exposicions i retrospectives com la de la Fundació Joan Miró de Barcelona (1986), el Museo Nacional Centro de Arte Reina Sofía de Madrid (1991), el Palau de la Virreina de Barcelona (1994), l'Institut Valencià d'Art Modern de València (1997), la Fundació Joan Miró de Barcelona (2001) o el MACBA (2018), entre d'altres. En l'àmbit internacional, cal remarcar la presència de Brossa a l'Art'20 de Basilea (1989), a les biennals de São Paulo (1994) i de Venècia (1997), i les exposicions individuals a Múnic (1988), Nova York (1989), Ceret-Cotlliure (1990), Houston (1990), Londres (1992), Marsella (1993), Malmö (1993), París (1995), Kassel (1998) i Mèxic i Monterrey (1998), entre d'altres. El 2019 se celebrà el centenari del naixement de l'artista.

## Biografia

### Infància i joventut (1919 – 1940)
Va néixer el 19 de gener de 1919 a la ciutat de Barcelona, concretament al desaparegut carrer de Wagner del barri de Sant Gervasi. Amb un pare gravador, Joan Brossa Clariana, i una mare mestressa de casa, Francesca Cuervo Prats, Brossa se sentí més identificat amb la família paterna que no pas amb la materna, nucli on imperava un ambient més conservador. La mort del pare, quan encara era un nen, l'obligà a viure amb la família de la mare.
Pel que fa a la seva vida d'estudiant, Brossa s'hi referia amb poc entusiasme. Creia que l'escola era una mena d'estafa on només s'ensenyava "cultura d'opereta", tal com es veu reflectit en una de les seves frases cèlebres: "les coses importants s'aprenen però no s'ensenyen".
Gràcies a la biblioteca personal del seu pare, de ben jove Brossa va poder llegir alguns autors catalans (entre d'altres, Josep Maria Folch i Torres, Jacint Verdaguer, Joan Maragall, Josep Maria de Sagarra, Àngel Guimerà i Ignasi Iglésias) i, d'altra banda, hi descobrí en fotografies el transformista italià Leopoldo Fregoli, per qui Brossa sempre va sentir una admiració profunda, ben patent en la seva obra.
El primer text que va signar Brossa el va escriure en castellà durant la Guerra Civil espanyola al front republicà de la batalla del Segre, i el juny del 1938 es va publicar al butlletí Combate de la 30a Divisió. Quan era al front el van ferir en un ull i per aquest motiu passà la resta de la guerra a l'hospital i a la rereguarda. D'aquest episodi, l'any 1950 n'escriví una obra breu de quatre poemes titulada 30 Divisió.
Un cop acabada la guerra, va ser mobilitzat per fer el servei militar a Salamanca, on va conèixer Enric Tormo, a qui ensenyà els seus primers escrits literaris d'imatges hipnagògiques (alguns d'aquests poemes van ser publicats el 1995 per Ramon Salvo Torres sota el títol Poemes hipnagògics). Enric Tormo i el seu amic Manuel Viusà, un cop a Barcelona i en resposta a la petició de consell que els fa Brossa en relació amb les seves recerques literàries, van ser el vehicle perquè el poeta conegués, als primers quaranta, Josep Vicenç Foix, Joan Miró i Joan Prats. Amb el mestratge personal de tots tres, Brossa va orientar la seva carrera literària, i a través de les biblioteques personals de Foix i de Prats va poder aprofundir en la seva formació literària i artística. Com a testimoni documental de la relació i l'amistat que els va unir, al fons hi ha cartes de Foix i Miró, així com nombroses referències i textos literaris de Brossa dedicats a tots tres. Una mostra exemplar del lligam que Joan Brossa establí especialment amb Joan Miró i Joan Prats és el llibre d'artista Tres Joans (1978), realitzat per Miró i Brossa en homenatge a Prats.

### Anys 1940. Inicis literaris i Dau al set
Els inicis artístics i literaris de Joan Brossa se situen el 1941 amb uns poemes de caràcter visual que va anomenar «experimentals», com ara el Poema experimental(1947), i els seus primers sonets escrits a partir dels consells de J. V. Foix (La bola i l'escarabat, 1941-1943), així com un objet trouvé de 1943 titulat Escorça. Poc després, l'any 1944, va començar la seva producció teatral amb l'obra El cop desert, i el conreu de prosa breu. Des d'aquest moment la seva dedicació es reparteix entre aquestes disciplines fonamentals amb la idea que no existeixen els gèneres ni les fronteres entre les arts, sinó la poesia com a element comú de la seva obra; d'aquí ve que Brossa qualifiqués el seu teatre de «poesia escènica». En canvi, va deixar de banda l'escriptura d'un text en prosa, potser una novel·la, dels anys 1945 i 1946.

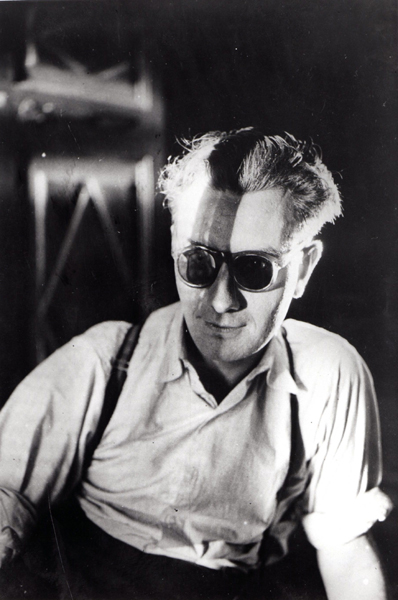
Joan Brossa jove a Els Furiosos, 1947

L'any 1948 Brossa va fundar la revista Dau al Set juntament amb Antoni Tàpies, Joan Ponç, Modest Cuixart, Arnau Puig i Joan Josep Tharrats, després de participar l'any 1946 en l'edició d'un únic número de la revista Algol amb Enric Tormo, Joan Ponç i Arnau Puig. D'aquesta època, es troba obra al fons del Museu Abelló.
L'època del grup Dau al Set va ser molt rica en tots els aspectes: Brossa va continuar les seves indagacions teatrals en una línia dadaista d'absurd i de destrucció del llenguatge (entre d'altres, en obres com El crim, Nocturns encontres o Esquerdes, parracs, enderrocs esberlant la figura, de 1947, publicades a Dau al Set); va explorar també altres terrenys dramàtics més accionals (com el Postteatre o accions espectacle, escrites entre 1947 i 1962, que va donar a conèixer cap als anys seixanta, o els ballets de Normes de mascarada, 1948-1954); prosseguí l'escriptura de prosa (per exemple amb Proses de Carnaval, 1949); va experimentar amb gèneres populars com el romanç (Romancets del Dragolí, 1948); va fer incursions en el  guió de cinema (Foc al càntir o Gart, de 1948); i participà en la primera exposició del grup Dau al Set a la Sala Caralt l'any 1951, amb tres poemes experimentals, dels quals se n'ha conservat un (un martell amb un naip afaiçonat a partir de dues cartes), que es podria considerar l'inici dels poemes objecte de Brossa, concebuts com l'aparellament de dos objectes allunyats.

### Anys 1950. Obertura al món: Cabral i París
Durant aquest període, Joan Brossa (i al seu costat els altres membres del grup Dau al Set) va conèixer el poeta brasiler João Cabral de Melo Neto, que aleshores residia a Barcelona com a vicecònsol del seu país (1947-1950). Les converses amb ell contribuïren al tomb cap al compromís social de Brossa, com es reflecteix en els poemes d'Em va fer Joan Brossa (1950), publicat l'any següent gràcies al mateix Cabral i a Rafael Santos Torroella. El llibre no va ser gaire ben rebut i, en defensa d'unes crítiques que pronuncià Eugeni d'Ors a Segòvia contra el realisme dels seus poemes en el marc del primer Congreso de Poesía (1952), Brossa li va escriure una carta.
Paral·lelament Brossa també va conèixer Antonio Saura i Manuel Millares, membres del que després seria el grup El Paso constituït a Madrid, amb els quals va intercanviar algunes cartes que ajuden a dibuixar la relació entre els artistes catalans i espanyols del moment. La relació va culminar el 1959 amb la publicació d'un monòleg breu de Brossa, Barbafeca, publicat en català al butlletí del grup El Paso. Hi ha moltes altres relacions que es remunten als anys cinquanta: per exemple amb Pere Portabella i Eduardo Chillida o amb Leopoldo Pomés, per a qui escriurà el text de presentació de la seva primera exposició l'any 1955.
Durant aquests anys Brossa s'aboca de ple a la seva poesia i al seu teatre. No deixa, però, de participar en la vida cultural de l'època, especialment en les sessions organitzades pel Club 49.
L'any 1956 va fer el primer viatge a París, on es va allotjar durant uns mesos a l'estudi de Joan Vila Casas. A part del rastre que la visita deixa en la seva poesia (Poemes de París i El poeta presenta quinze pantomimes, del mateix 1956), l'estada li va servir per veure molt de cinema i per assistir a espectacles de striptease, la qual cosa li va donar peu a escriure anys després el recull Striptease i teatre irregular (1966-1967).
L'any 1959 va reprendre el treball artístic iniciat el 1941 i va començar a crear un seguit d'obres de poesia visual concebudes dins una sèrie titulada Suites; és a dir, uns conjunts de poemes totalment experimentals, en collage o amb incorporació de diferents tipus de materials casolans molt pobres (per exemple, fils, agulles o cordills). Aquesta dedicació a l'obra plàstica va coincidir en el temps amb l'inici de les seves col·laboracions amb altres artistes: l'any 1960 participa, convidat per Miró, en l'exposició Poètes, peintres, sculpteurs a la Galeria Maeght de París; de l'any 1963 és Cop de poma, llibre d'artista en què s'apleguen Joan Miró, Joan Brossa, Josep Maria Mestres Quadreny, Joan Ponç, Antoni Tàpies i Moisès Villèlia; i el mateix any 1963 Brossa i Tàpies col·laboren per primera vegada amb El pa a la barca.
Aquest va ser l'inici d'una llarga llista de llibres d'artista (al voltant d'una cinquantena) en què Brossa va col·laborar amb artistes de diverses generacions. En aquest àmbit destaquen especialment els llibres amb la maqueta atribuïda a Brossa, com ara Novel·la (1965, amb Antoni Tàpies), El camí de l'oca (1981, amb José Niebla), Tal i tant (1983, amb Frederic Amat), Cinamom (1991, amb Rafa Forteza) o Trasllat (1993, amb Alfons Borrell); o aquells altres que resulten de la transformació d'una suite visual en un autèntic llibre d'artista fet en col·laboració, com és el cas de Nocturn matinal (1970, amb Antoni Tàpies) i d'Oda a Joan Miró (1973, amb Joan Miró). D'altra banda, la nòmina d'artistes palesa el grau de relació del poeta amb un gran nombre de pintors i escultors de totes les tendències, en consonància amb la col·lecció d'obres plàstiques de diversos creadors que tenia Brossa, per exemple, la col·lecció d'escultures de Moisès Villèlia. Un altre testimoni d'aquest abundant món de relacions personals són els pròlegs o presentacions que Brossa va escriure per a catàlegs o programes de mà, tant d'artistes com de poetes o de personalitats del món de l'espectacle.
Aquests vincles de Joan Brossa amb les arts plàstiques el van portar a concebre obres que integren poemes literaris i visuals, al marge dels llibres pròpiament visuals de la sèrie Suites (1959-1969). El primer precedent de llibre literari amb poemes visuals va ser El saltamartí (1963). Un altre exemple significatiu és el llibre Fora de l'umbracle (1968), concebut per Brossa com a literari, tot i la preponderància de poemes visuals en l'obra.

### Anys 1960. Febre creativa en tots els gèneres

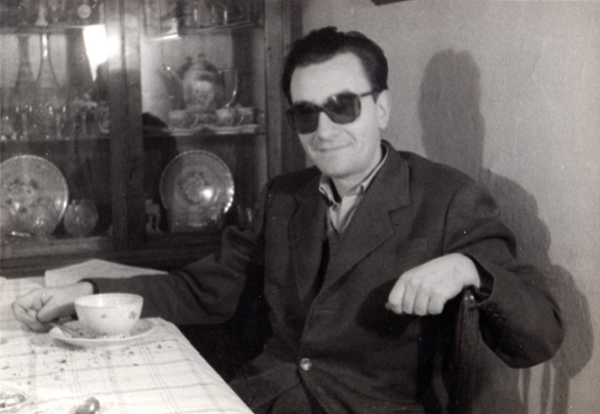
Joan Brossa jove assegut a la taula de casa al carrer de Muntaner, 1960

Els inicis dels anys seixanta també van ser testimoni d'algunes estrenes teatrals destacades, en l'afany de superar l'estadi amateur en què s'havia representat el teatre de Brossa al llarg de la dècada anterior. Entre aquestes, La jugada (1953) i Or i sal (1959), estrenades respectivament per Moisès Villèlia el 1960 i per Frederic Roda Pérez el 1961, van suscitar crítiques adverses a la premsa. En defensa de la proposta estètica del seu teatre, Brossa en va exposar els principis en alguns textos breus, com, per exemple, en una carta oberta a propòsit de la crítica de Martí Farreras a La jugada, que la revista Destino no publicà.
Però l'any 1966 la divulgació de l'obra de Brossa va rebre un nou impuls, sobretot a l'estranger, amb l'èxit de l'estrena de Suite bufa a Bordeus, amb música de Josep Maria Mestres Quadreny; i amb Concert irregular, estrenada l'any següent a Sant Pau de Vença amb música de Carles Santos, direcció artística de Pere Portabella, i interpretada per la cantant Anna Ricci, dins el marc d'una exposició en homenatge a Joan Miró. De fet, l'interès de Brossa per la música i la seva bona entesa amb els dos compositors el va portar a col·laborar-hi al llarg dels anys. Paral·lelament, la publicació de diverses traduccions de la seva obra literària a càrrec d'autors de prestigi va contribuir a intensificar-ne la difusió fora del país.
Durant la segona meitat dels anys seixanta, Joan Brossa va començar les seves col·laboracions amb Pere Portabella com a guionista de diversos films del cineasta; el primer va ser el curtmetratge No compteu amb els dits (1967). També va reprendre l'experimentació amb els objectes, potser com a resultat del seu treball creatiu amb la sèrie de poesia visual Suites (1959-1969), que ja incorporava petits objectes; i al llarg de l'any 1970 s'abocà a crear fins a quaranta-quatre llibres manuscrits de poesia visual per a una nova sèrie titulada Poemes habitables.
Brossa va tenir l'ocasió també de publicar una primera mostra de la seva poesia visual a Quadern de poemes (1969), Poemes per a una oda (1970) i Vuit pòsters poema (1972); i va participar en la primera exposició de poesia visual a Catalunya, a la Petite Galerie de Lleida l'any 1971, i en una exposició col·lectiva internacional a Nuremberg i a Belgrad el mateix any.

### Anys 1970. Reconeixement literari i visual
Pel que fa als poemes objectes, el 1972 Brossa en va exposar una primera mostra en una exposició col·lectiva a Barcelona. Des dels anys d'organització clandestina de les forces catalanistes i d'esquerra contra el franquisme, Brossa va simpatitzar sobretot amb el Partit Socialista Unificat de Catalunya i amb el sindicat Comissions Obreres; i va participar en actes reivindicatius i de protesta, com ara la tancada d'intel·lectuals a Montserrat (1970). Tot i la censura del règim, en la seva poesia es va fer ressò dels esdeveniments polítics del país (entre d'altres, la Caputxinada, l'atemptat contra Luis Carrero Blanco, l'execució de Salvador Puig Antich, la mort de Franco, les activitats de Lluís M. Xirinacs, l'Assemblea de Catalunya o el retorn de l'exili de Josep Tarradellas).
A partir dels anys 1970, Brossa va poder publicar de manera normalitzada una part considerable de la seva poesia, tant la que havia tingut una difusió ben minsa arran de la publicació inicial com alguna altra que des de feia temps romania inèdita. Successivament aparegueren quatre reculls, que sacsejaren fortament el panorama literari català: els tres primers a Editorial Ariel (Poesia rasa el 1970, amb un total de disset llibres; Poemes de seny i cabell el 1977, que conté vuit llibres, i Rua de llibres el 1980, amb set llibres i un afegitó), i un quart recull a Editorial Crítica (Ball de sang el 1982, que inclou vuit llibres de poesia) Només aquests quatre reculls ja comprenen dos mil tres-cents poemes aproximadament.
D'altra banda, entre 1973 i 1983 Edicions 62 va publicar el teatre de Brossa produït fins al moment en sis volums amb el títol de Poesia escènica. Totes aquestes publicacions, cabdals en la difusió de Brossa entre el gran públic català, van comptar amb el concurs favorable d'editors en bona part relacionats amb els contactes polítics del poeta, com és el cas ben destacat de Xavier Folch.
El progressiu reconeixement de la seva obra va convertir el poeta en un referent de l'avantguarda catalana des dels anys setanta, tant en el terreny plàstic com en l'escènic i el literari. L'interès que suscità l'obra de Brossa, i la seva actitud receptiva però exigent, va teixir al seu voltant una xarxa de relacions amplíssima d'artistes, escriptors i altres personalitats del món de la cultura, ja sigui a través del contacte directe o per mitjà de l'intercanvi epistolar. Al fons Brossa hi ha documents (bàsicament escrits manuscrits i publicats i fulletons, però també cartes i fotografies) que evidencien aquestes relacions: joves poetes com els que s'aplegaven al voltant dels Llibres del Mall, o artistes compromesos que buscaven altres camins com Antoni Muntadas, Antoni Mercader, Benet Rossell, Jaume Xifra, Francesc Abad, Francesc Torres o Perejaume. D'altra banda, a partir del 1972 el poeta comptà amb el suport de Pepa Llopis, amb qui va iniciar una vida en comú en un pis del carrer de Gènova de Barcelona. Amb el temps, Llopis contribuí amb altres persones de l'entorn del poeta a impulsar l'edició de l'obra gràfica i de poemes objecte.

### Anys vuitanta i noranta. Reconeixement públic i projecció exterior

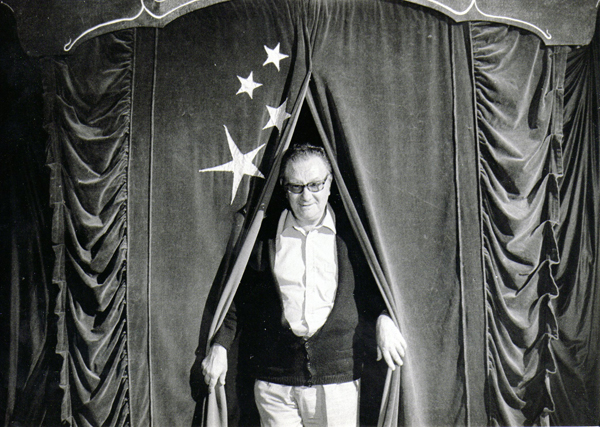
Joan Brossa a la 2a FiraTàrrega de 1983, a la carpa del Circ Perillós.

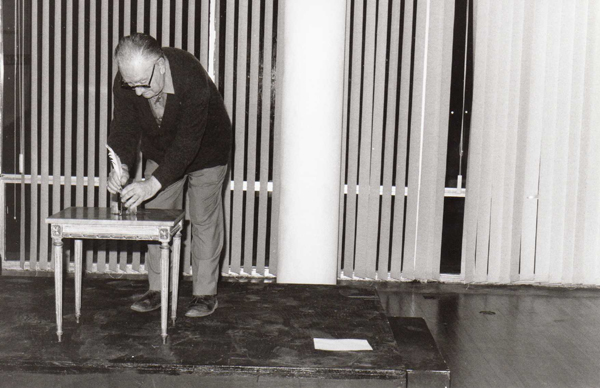
Brossa al Museu d'Art Modern de Rio de Janeiro, 1993

Tot plegat va conduir Brossa a participar molt sovint en exposicions col·lectives i, a mesura que li arribava el reconeixement per la seva obra plàstica als anys vuitanta, també en exposicions individuals: entre aquestes, les més destacades van ser, d'una banda, una exposició de poesia visual i de poemes objecte a la Galeria Joan Prats el 1982 i que seguidament viatjà a Nova York, de l'altra, l'exposició Joan Brossa o les paraules són les coses a la Fundació Joan Miró l'any 1986. Precisament Brossa va ser patró de la Fundació Joan Miró a partir del 1975.
Els vuitanta i els noranta són les últimes dècades de vida de Brossa i, malgrat alguns problemes de salut propis de l'edat, van ser uns anys molt productius, en què se'l reclamava arreu. Es van intensificar les edicions de tota mena de poesia (sextines, poemes curts combinats amb poemes visuals, poemes més reflexius com en els últims poemaris: Passat festes, La clau a la boca, Sumari astral), però tot i així, després de la seva mort sobtada el 30 de desembre de 1998, en van quedar alguns d'inèdits (El dia a dia, Mapa de lluites, Fora de l'umbracle o Gual permanent). Al llarg d'aquestes dues dècades no va parar de rebre encàrrecs de cartells, en els quals Brossa aplicava els criteris de la poesia visual. També van ser constants els reclams per assistir a presentacions i espectacles, i les sol·licituds per formar part de jurats de premis. Entre aquests, un dels més destacables són els Premis FAD Sebastià Gasch de les Arts Escèniques, per als quals va dissenyar el trofeu.
D'altra banda, els amics li facilitaven la producció d'objectes, i la demanda per part de galeries i museus va donar peu que Brossa concebés instal·lacions i poemes objecte de dimensions més grans. L'últim esglaó de la producció artística brossiana van ser els anomenats «poemes corporis» o poesia objecte al carrer, que eren el resultat d'encàrrecs d'institucions diverses, sobretot ajuntaments. A partir del 1984, en què Brossa comença aquest tipus d'obra amb el Poema visual transitable en tres temps al Parc del Velòdrom d'Horta de Barcelona, no deixa d'idear poemes corporis, fins al punt que alguns d'aquests projectes es van inaugurar bastant després de la seva mort.
En reconeixement de la seva obra poètica i a la seva fecunda trajectòria en el món de la cultura, Brossa va rebre nombrosos premis al llarg de la seva vida, en especial durant els últims anys: el Premi Ciutat de Barcelona, 1987; la medalla Picasso de la UNESCO, 1988; el Premi Nacional d'Arts Plàstiques de la Generalitat de Catalunya, 1992; la Medalla d'Or al Mèrit en les Belles Arts del Ministeri de Cultura, 1996; o el doctorat honoris causa per la Universitat Autònoma de Barcelona, 1999, que no va poder recollir per la seva mort sobtada. Va morir el 30 de desembre de 1998 a la ciutat de Barcelona a conseqüència d'un vessament cerebral fruit d'una caiguda per les escales del seu estudi.

## Obra artística

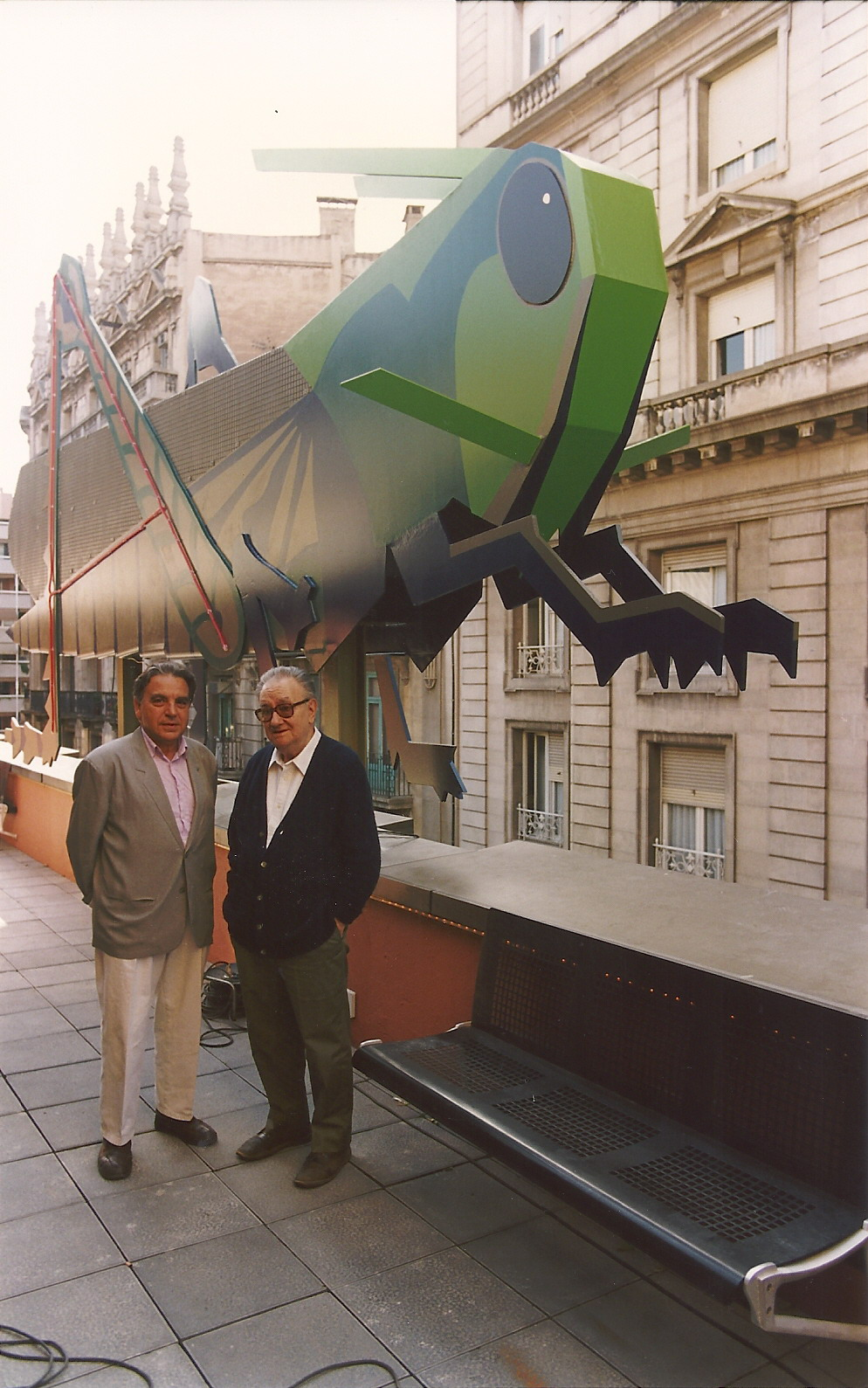
Josep Pla-Narbona i Joan Brossa davant el poema corpori El Llagost (1993), culminació de la seu del Col·legi d'Aparelladors i Arquitectes Tècnics de Barcelona, carrer del Bon Pastor. L'escultura fou dissenyada per l'artista plàstic Josep Pla-Narbona.

La seva creativitat va abastar totes les facetes de l'art: la poesia en sentit estricte, la prosa, el guió de cinema, el teatre, la música, el llibret d'òpera, el cabaret, les arts parateatrals, la màgia, el circ i la plàstica en diversos formats. Sempre va tenir una àmplia i interdisciplinària visió de la cultura, de les arts i de l'espectacle i així ho expressa en la seva obra, sovint satírica, punyent, irònica, crítica, a vegades irreverent, però, al mateix temps, lúdica. Pel que fa a la llengua catalana, la seva fidelitat és absoluta.
L'obra de Brossa és d'unes proporcions gegantines i en part encara és inèdita: més de cent llibres de poesia literària, més de setanta volums de poesia visual que ultrapassen els mil tres-cents poemes, unes tres-centes cinquanta peces teatrals de tot gènere i format, uns cent vint-i-cinc poemes objecte, uns seixanta cartells, una cinquantena d'instal·lacions permanents o efímeres, una trentena de poemes urbans o corporis, etc. La seva prosa, de creació o circumstancial, està parcialment recollida en quatre volums.
Ha estat traduït a l'espanyol, al francès, a l'anglès, a l'alemany, a l'italià, al portuguès, al polonès, al neerlandès, al txec, a l'hongarès, al serbocroat, al suec, al japonès, al rus i a l'esperanto. Els seus poemes corporis han arribat, entre d'altres, als carrers de Barcelona, a diversos llocs del Principat, a Andorra la Vella, a Palma, a Frankfurt del Main i a l'Havana.
Present a museus, diverses institucions de tot el món i col·leccions privades amb la seva obra plàstica, per al seu ressò internacional fou determinant la participació en l'Art'20 de Basilea (1989) i als pavellons oficials de les biennals de São Paulo (1994) i de Venècia (1997). Joan Brossa ha estat objecte d'exposicions individuals, entre altres llocs, a Barcelona (Galeria Joan Prats, 1982; Fundació Joan Miró, 1986; Palau de la Virreina; 1994; novament Fundació Joan Miró, 2001; i La Seca-Espai Brossa, 2013) Múnic (1988), Nova York (1989), Amsterdam (1989), Houston (1990), Minneapolis (1990), Madrid (Museu Reina Sofia, 1991), Ceret-Cotlliure (1991), Londres (1992), Marsella (1993 i 2011), Malmö (1993), Girona (1993), Andorra la Vella (1994), París (1994 i 2009), València (IVAM, 1997), Chicago (1997), Monterrey (1998), Mèxic DF (1998 i 2010), Kassel (1998), Göppingen (1998), Göteborg (1999), Palma (2004), Santiago de Xile (2005), Porto Alegre (2006), São Paulo (2006), Rio de Janeiro (2006), Rosario (2006), Buenos Aires (2006), Lisboa (2006-2007), Toledo (2007), Viena (2008), La Laguna (2008), Praga (2008), Estocolm (2009), Berlín (2009) i Varsòvia (2009). A partir de la seva mort, la majoria d'exposicions han estat antològiques.
D'altra banda, la inclusió de l'obra de Brossa en exposicions col·lectives, especialment les monogràfiques de poesia visual o d'arts transversals, ha estat i és constant arreu del món. El manlleu d'obra brossiana en tota mena d'esdeveniments i publicacions en tots els suports, sovint fora de qualsevol control, fan de Joan Brossa un dels comptats creadors catalans amb autèntica projecció mundial.
Dos anys després de la mort del poeta es constituí la Fundació Joan Brossa per custodiar, classificar i divulgar el seu monumental llegat. Tanmateix, a causa de les dificultats econòmiques per a gestionar-lo adequadament, el gener de 2012 la Fundació Joan Brossa diposità al MACBA aquest llegat, que comprèn de més de 64.000 ítems, dels quals uns 7.000 volums i uns 40.000 documents.

### Vessant teatral
En les peces de teatre literari Brossa partí del potencial verbal per crear poesia escènica. Aquesta poesia però, no es manifesta necessàriament en la forma escrita ni en la dicció particular del text sinó en la dimensió espaciotemporal de l'escena particular que Joan Brossa imagina. Aquest teatre literari té el mateix objectiu que la resta de la seva poesia escènica i de fet es complementa amb la resta de la seva obra encara que en aquest cas es tracti de teatre literari. El teatre literari de Joan Brossa podria dividir-se en quatre etapes.
En el cas concret del teatre literari de Brossa, Eduard Planas veu com a precedents de Brossa l'obra de Josep Robrenyo per la preocupació que aquest sentia per la llengua. També considera com a precedent l'obra de Serafí Pitarra pel caràcter popular de la seva obra.
Àngel Guimerà en seria un referent pel fet de fer unes peces en les quals queda retratada una societat particular d'un moment.
Planas també proposa com a precedents del teatre de Brossa l'obra de Luís Millà pel seu caràcter de denúncia i a Ventura i Gassol pel fet que també reivindicà un teatre de caràcter poètic. Miquel Poall-Argall i Víctor Móra serien precedents pel que fa al lirisme íntim de la seva obra escènica.
Una primera etapa correspondria a aquelles obres que escriu entre 1944 i 1945 –considerada la seva etapa d'iniciació pel que fa al teatre– en les quals pot destacar-se el seu caràcter espontani, que es denota en la redacció, certa aleatorietat en l'estructura de les peces i la diversitat d'elements que intervenen en escena. En aquest sentit, aquestes obres ja tenien un caràcter experimental i plantejaven certes característiques que després es repetiren en tota la seva obra teatral. La presència del circ, el transformisme i la tradició popular configuren la realitat quotidiana del teatre de Brossa ja des del principi, així com passa també amb la participació del públic, la qual ja demanà des dels inicis de la seva producció teatral. També des que començà a fer poesia escènica, Brossa es plantejà l'alliberament col·lectiu en contra d'unes lleis i uns poders que estaven molt vigents en el context d'aleshores. En aquest sentit, es pot afirmar que el seu compromís polític també es planteja en la seva obra escènica des dels inicis. La segona etapa del teatre literari de Brossa seria la que es comprèn entre els anys 1947 i 1950. En aquestes obres, els diàlegs es mostren fragmentaris i a vegades gairebé críptics. La tercera etapa, que es comprendria entre els anys 1951 i 1956 es caracteritza per la preocupació que Brossa sentí envers les qüestions socials i ideològiques que, des d'aquests anys, també tractà a la seva pràctica literària no teatral. En aquestes obres Brossa mostrà un clar compromís social i polític. Estructuralment, les obres d'aquest tercer període es mostren més ordenades que les de l'anterior i solen exigir els mitjans del teatre tradicional a la italiana. Els textos solen ser més llargs, agressius i directes. En aquestes obres, Brossa evidencià les situacions socials, polítiques i culturals del context particular de la dictadura, fent un retrat de les injustícies i els diferents conflictes que propiciava aquell context determinat. Això ho feu denunciant de manera explícita els mecanismes dels agents opressors, així com a la vegada proposava mòduls de revolta individual per tal de provocar una resposta col·lectiva. La quarta etapa del teatre literari de Brossa aniria de 1957 a 1965 i es caracteritza per ser una barreja de tot el que l'autor ha estat fent fins aleshores, en tant que es nodreix de recursos molt diversos per crear les peces que es comprenen en aquest període.

#### Selecció d'obres
| - 1951 — Farsa com si els espectadors observessin l'escenari a vista d'ocell - 1951 — Nocturns encontres - 1961 — Or i sal, reed. 2005 - 1961 — El bell lloc - 1963 — Calç i rajoles, reed. 1999 - 1964 — Teatre de Joan Brossa - 1967 — Collar de cranis - 1967 — El rellotger - 1979-1983 — Poesia escènica. Teatre complet, 6 volums. | - 2003 — Fregolisme o monòlegs de transformació - 2005 — La xarxa, Aquí al bosc i Olga sola. - 2008 — El dia del profeta - 2012 — Poesia escènica I: A l'entorn de "Dau al Set" (1r volum de la reedició de l'obra teatral completa) - 2012 — Poesia escènica II: Strip-tease i teatre irregular (2n volum de la reedició de l'obra teatral completa) - 2012 — Poesia escènica III: Mirades sobre l'amor i la vida (3r volum de la reedició de l'obra teatral completa) |

#### Poesia escènica
El concepte de l'art com a visualitat, com a espectacle, estigué present en la totalitat de l'obra de Brossa. Amb antecedents familiars en el món del teatre, des de molt petit va manifestar el seu interès pel gènere teatral i pel seu component de màgia i de sorpresa.
Durant la seva joventut, Brossa va arribar a dur a terme exercicis de prestidigitació. La passió que Brossa sentia cap a la música romàntica –en especial per l'obra d'art total de Richard Wagner– així com la seva afició a les tècniques de la transformació i de l'escapisme de Leopoldo Fregoli, no varen fer sinó corroborar el seu interès per la dramatúrgia. Fou en el teatre on Brossa cercà la quarta dimensió del poema. El mateix succeeix amb el cinema, gènere pel qual es mostrà molt interessat i pel que escrigué diversos guions.
A la dècada dels setanta, Brossa estrenà l'obra Or i Sal (teatre de text, amb una escenografia d'Antoni Tàpies) i algunes accions espectacle que podrien ser considerades precedents clars del happening i de la performance. Els primers textos d'aquest gènere, tot i que no varen ser presentats fins molt més endavant, havien estat escrits als anys quaranta, és a dir, més d'una dècada abans de l'aparició de les obres de John Cage o del grup Fluxus. La seva obra teatral és tan extensa (es compon d'unes 380 peces editades en sis volums, més algunes altres de posteriors, altres publicades de forma escadussera i fins i tot algunes d'inèdites) com poc coneguda. Està centrada en el teatre de l'absurd, els diàlegs aparentment irrellevants i les situacions grotesques.
També resulta interessant la seva incursió en el terreny parateatral: destaquen els seus "strip-teases", el seu "teatre irregular”, les seves “accions espectacle” i els seus "monòlegs de transformació” a l'estil de Fregoli, el seu teatre per a titelles o els espectacles d'il·lusionisme i fantasia escrits per a Hausson i Pep Bou. També mereixen especial atenció els llibrets d'òpera escrits per als seus amics els músics Josep Maria Mestres Quadreny i Carles Santos, així com els guions cinematogràfics realitzats per Pere Portabella, Manuel Cussó i Frederic Amat.

#### Postteatre
En aquest teatre, Brossa va agrupar diverses propostes de caràcter experimental amb unes particularitats que no s'adequaven al teatre tradicional i que tampoc s'adaptaven a les exigències del teatre que s'estava fent en aquells moments.
El Postteatre conté la producció més lliure, radical i atrevida de Joan Brossa. Eduard Planes considera que el recull de Postteatre és també el que conté propostes més deslliurades amb relació a les influències de qualsevol gènere o referent prèviament desenvolupat, a la vegada que conté les experiències més espontànies i més fidels als criteris que després guiaren tota la seva activitat dramàtica.
Les obres de Postteatre varen ser escrites durant un període molt llarg de temps (1946-1962), un període que comprèn quasi tota la seva poesia escènica.
El Postteatre té unes característiques comunes entre les quals es podrien destacar la voluntat d'utilitzar el gest i l'acció com a trets característics del llenguatge escènic per damunt del llenguatge literari, la determinació en inserir la representació en l'espai i el temps de la vida quotidiana, dotant així la representació d'una realitat més intensa i verídica, i l'activa participació del públic en el fet escènic. En aquest últim cas, Joan Brossa pretengué retornar al teatre la seva funció originària que havia tingut quan era ritual.
En el Postteatre s'utilitzen també un seguit de formes que permeten vehicular una denúncia contra les formes d'opressió institucionalitzada del context en què viu l'autor.

##### Referents de base
Encara que el Postteatre tingui pocs equivalents contemporanis, es podria destacar la figura de J.V. Foix com a figura de referència pel que fa al seu interès per la llengua i el seu esperit d'avantguarda. També caldria destacar l'interès d'aquest per les tradicions populars i literàries de Catalunya. Joan Brossa s'emmarcà també dins l'esperit de les avantguardes històriques en les quals s'havia emmarcat també J.V. Foix. Es podria dir que en certs aspectes mantingué paral·lelismes amb els futuristes i amb Dadà. A part de tenir aquests paral·lelismes, Joan Brossa s'interessà per recuperar la història, i com a conseqüència mantingué un compromís ideològic respecte al nacionalisme històric que es feu present en la seva obra. Tant el Postteatre com la resta de la seva Poesia Escènica, connecten amb propostes d'altres autors distanciats en el temps, l'obra dels quals Brossa podria haver conegut, tot i que no se sap del cert. Es podria considerar que el Postteatre de Brossa manté certs paral·lelismes amb l'obra d'August Strindberg pel que fa a la reversibilitat de funcions que compleixen els diferents elements de les seves obres i per la importància que atorga al transformisme en escena. També poden considerar-se importants les figures de Gordon Craig i d'Adolphe Appia en tant que reclamaren una representació que estigués d'acord amb la pròpia realitat i buscaren la manera de prescindir del text, utilitzar el llenguatge escènic pur i aconseguir la teatralitat pura. La concepció despersonalitzada del treball dels actors que té Brossa, manté certes equivalències amb les propostes teatrals i cinematogràfiques de l'avantguarda soviètica, entre els quals es podria destacar les figures de Meierhold, d'Eisenstein o de Tàirov. El teatre de Brossa manté també certs paral·lelismes amb el surrealisme francès i amb les figures de Alfred Jarry i d'Antonin Artaud en tant que té capacitat provocativa, subverteix les convencions per tal d'evidenciar les contradiccions de l'ésser i utilitza la comicitat com a vehicle de la crítica. A part d'això, l'obra teatral de Brossa també té un caràcter màgic i ritual que s'acosta a la idea que Artaud tenia del teatre.

#### Ballets
Brossa va redactar les obres de ballet de manera quasi simultània a les “accions espectacle” del “Postteatre”. Els criteris emprats per l'autor a l'hora de crear els ballets són similars als criteris emprats en el “Postteatre”. Els referents de base són en els dos casos també molt similars. Aquestes propostes, igual que el “Postteatre” tenen un caràcter molt experimental, en tant que proposen una diversitat de plantejaments i solucions inacabables de la mateixa manera que els plantejaments dels ballets són també molt heterogenis. Amb els ballets, Brossa té un seguit d'aspiracions. D'una banda, pretén restituir el potencial expressiu i el caràcter social i ritual de la praxi de la dansa. D'altra banda, vol utilitzar els seus ballets com a vehicle per denunciar la degeneració i l'opressió que l'han malmès. Per tal de poder dur a terme els seus objectius, Brossa manté en aquest cas els elements diferencials del ballet: manté els seus protagonistes, els passos de ballet clàssic així com la seva tècnica i l'escenari tradicional a la italiana. Això no obstant, subverteix l'aplicació dels criteris del ballet clàssic amb la finalitat d'aconseguir una renovació total de la dansa. Per Brossa, el ballet s'ha de projectar d'acord amb la reivindicació de la dansa per si mateixa. Per poder-se reivindicar com a art autònom, la dansa ha d'independitzar-se del text i de l'argument literari, a fi de poder utilitzar tot el potencial de les característiques que li són pròpies. Tot això, a més, ha de complir una funció social i ha d'estar al servei d'una col·lectivitat, en tant que la dansa deu la seva existència a aquesta col·lectivitat.
Joan Brossa en aquest cas, para molta atenció al gest i al color, als quals dona una gran càrrega simbòlica. Brossa empra els recursos tradicionals en els seus ballets, però ho fa explorant les diferents possibilitats que aquests li donen, incloent-hi tot un seguit d'elements simbòlics que es repeteixen constantment en les seves representacions fins al punt en què acaben esdevenint un important vehicle de contingut. La funció que tenen els ballarins de Brossa està sovint alterada en tant que moltes vegades, els ballarins no ballen realment, i sovint tenen papers poc determinats. A vegades, els ballarins de Brossa són fins i tot ridiculitzats a escena.
Brossa estableix en aquestes peces, bastants paral·lelismes amb la Commedia dell'Arte, però també amb el circ i fins i tot amb el music hall per tal d'oposar-se al ballet clàssic, el qual considera mediatitzat. Segons Eduard Planas, Joan Brossa utilitza una síntesi visual i una reducció de signes que es concreten amb els elements de la tramoia. Junt amb aquests elements, hi ha tot un seguit de personatges que es repeteixen sovint als seus ballets i que tenen significats concrets. Gràcies a aquesta repetició, aquests personatges acaben esdevenint un concepte, i és a partir d'aquest concepte que Brossa creà una política de resistència en la qual mostrà distanciadament els condicionaments i les necessitats del context històric concret d'aleshores.
En aquesta part de la seva Poesia Escènica, Brossa tingué en compte la figura de Carlo Gozzi, un autor bastant controvertit pel qual els autors de l'Avantguarda soviètica també havien sentit certa afecció. Aquest autor es caracteritzava per reivindicar el fet pròpiament escènic igual que Joan Brossa, i també es preocupava per la defensa de les tradicions i el llenguatge populars per damunt dels de la societat burgesa.
Es pot considerar que els ballets de Joan Brossa mantenen certs paral·lelismes amb l'obra d'autors contemporanis a ell com poden ser Pina Bausch o Jan Fabre.

#### Fregolisme i Monòlegs de Transformació
Joan Brossa sentia molta admiració per l'obra de Leopoldo Fregoli, un transformista la presència del qual es pot entreveure a tots els àmbits de la poesia de Brossa, no tan sols en l'escènica. De fet, aquest autor no només es troba present en els “monòlegs de transformació” de Brossa, sinó que continua essent un element a destacar en el conjunt de les “accions musicals”, així com als stripteases. Aquesta admiració que Brossa sentia per Fregoli pot observar-se sobretot en unes obres d'apropament al transformisme en les quals Brossa retí una espècie d'homenatge a aquest autor. Brossa aprecià el transformisme de Fregoli en tant que presentava la multiplicitat de maneres de ser d'un mateix ésser, introduint els personatges en una espècie de canvi constant similar al de la realitat que els circumda. D'una manera similar al que creia Antonin Artaud, Brossa entengué que el concepte de realitat tan sols podia ser copsable a partir de la sobrerealitat que es projectés sobre l'escenari a partir de l'actor que prestidigitava. Planas entén que el vincle que hi ha entre el fregolisme i la poesia es deu al fet que tant l'un com l'altre transformen i manipulen la realitat a partir del llenguatge que els és propi, presentant aquesta realitat en una síntesi. En el cas del fregolisme aquesta síntesi es donà mitjançant un sol actor que explorava tots els recursos possibles del llenguatge escènic. La capacitat de treballar amb la sorpresa i l'artifici del fet escènic és quelcom que Brossa admirà molt de Fregoli, a qui considera un precedent de l'avantguarda futurista. Tant Fregoli com Brossa creien que l'origen del teatre no podia ser literari. De fet, els dos defensaven que l'origen del teatre es regia per l'instint natural de metamorfosi i transformació de l'home. Partint d'això, l'opció teatral de Brossa fou privilegiar l'espectacle i fer canvis de ritme que propiciessin la sorpresa i la ficció a la vegada que emprava recursos pròpiament escènics.
El recull del fregolisme constituí el primer recull en què l'acció esdevingué protagonista a la vegada que es parava una gran atenció al text. En els personatges d'aquest recull s'advertiren ja les figures que més tard foren les més habituals del seu teatre, inclòs el personatge vermell, tan freqüent, per exemple, en els seus ballets. Els colors dels personatges apuntaren, ja en aquestes obres, les posicions ideològiques dels personatges i el caràcter de l'acció que realitzava.
Els temes principals d'aquest recull són similars als anteriors. Hi segueix havent una denúncia del context polític, econòmic i cultural del moment, així com dels mecanismes i dels agents de l'opressió que s'apliquen sobre uns individus i un país que proposen solucions alternatives. També es tracta l'amor i la vida en parella, tot i que majoritàriament aquest tema es tracta des d'una visió negativa a causa de les condicions socials i morals del moment. La cultura popular, com a la resta de reculls, també hi és molt present.

#### Strip-tease
Un cop acabats els monòlegs de transformisme, Brossa plantejà unes obres l'atenció de les quals es dirigí a un àmbit molt concret de l'espectacle: l'striptease. En aquestes experiències, Joan Brossa partí dels stripteases que havia pogut veure al Crazy Horse de París. Joan Brossa intentà dotar la presentació d'aquests números de qualitat, a fi de retornar-li a aquest gènere la dignitat. De fet, Brossa plantejà aquests espectacles de manera que fossin representats en un teatre a la italiana.
Joan Brossa també nodrí aquests espectacles de nous recursos tècnics i materials, dotant-los així d'un caràcter experimental que d'altra banda és present en tota la seva Poesia Escènica.
Part d'aquests recursos tècnics els extragué d'explotar al màxim les característiques del teatre a la italiana, cosa que ja havia fet en els seus ballets.
L'autor també jugà amb elements aliens al mateix striptease que apuntaven cap a diferents centres d'interès més enllà del mateix exercici de l'striptease. Amb això, Brossa volgué ampliar les possibilitats expressives del gènere, així com reafirmar-se en la defensa cap a aquelles formes de teatre no tan convencionals però igualment existents. Al llarg de tota la seva Poesia Escènica -i els striptease no en són una excepció- Brossa defensà les formes de teatre popular amb les quals ell es definia, tant ideològicament com estèticament. En aquest cas, Brossa volgué també denunciar la mediatització a la qual l'striptease ha estat constantment sotmès des de la moral social o des de les estructures de poder.
Per Brossa, l'striptease significa aplicar aquell concepte de transformació que ja havia utilitzat a les seves obres dedicades a Fregoli, a l'àmbit de les relacions entre sexes.
L'autor també volgué allunyar l'striptease d'una representació banal del nu que tingués per objectiu satisfer desitjos individuals. Sent coherent amb la seva forma d'entendre el teatre, aquest buscà restituir el nu, lligant-lo a les arrels ancestrals que tenia la seva pràctica pública, així com vincular-lo a uns orígens rituals. Joan Brossa practicà l'striptease com un exercici de resistència política.

#### Accions Musicals
Les Accions Musicals foren les últimes aportacions que Brossa feu a l'àmbit del teatre. El factor sorpresa, sempre present a l'obra teatral de Brossa, es convertí aquí en un intercanvi entre les particularitats de la seva obra teatral - sempre dotada d'un caràcter experimental- i la música.
Brossa cercà en aquest cas obtenir sons i sorolls determinats, introduint a escena instruments inesperats i poc comuns i fent, com en anteriors peces, que el públic participés. Les Accions Musicals no són alienes a la consideració que Brossa havia tingut per la gestualitat i els moviments en la seva anterior Poesia Escènica. Com en les peces anteriors, Brossa seguí utilitzant elements en les Accions Musicals que s'identificaven amb les seves arrels catalanes i que mostraven el seu compromís ideològic.
A diferència del que succeí amb altres de les seves peces, les Accions Musicals obtingueren un reconeixement de manera immediata.
Llista d'algunes accions musicals destacades
- 1957 — El ganxo
- 1963 — Cop de poma
- 1965 — Conversa
- 1964 — Concert per a representar
- 1966 — Suite bufa
- 1975 — Accions musicals
- 1994 — Quatre cançons de bressol
- 2007 — Cap de mirar

#### Representacions teatrals
| - 1947: Ahmosis I, Amenofis IV, Tuthenkamon. Estudi de Joan Ponç a Barcelona - 1947: Temps de nit. Estudi de Joan Ponç a Barcelona - 1951: Nocturns encontres, Teatre Olimpo, Barcelona (direcció J. Centelles) - 1952: La mare màscara, domicili de J. Obiols a Barcelona (direcció J. Centelles) - 1954: La xarxa, domicili de J. Obiols a Barcelona (direcció J.Centelles) - 1958: La sal i el drac. C.P Sant Antoni de Pàdua, Barcelona (direcció J.Centelles) - 1961: Or i sal Palau de la Música Catalana de Barcelona (direcció M. Villèlia) - 1962: La jugada, Festival de Teatre d'Arezzo (direcció M. Villèlia) - 1962: Els beneficis de la nació, Universitat de Barcelona (direcció X. Espinet) - 1964: Calç i rajoles, Palau de la Música Catalana de Barcelona (direcció V. Olivares) - 1964: Tres cançons de bressol, Salle Molière, Lió (direcció A. Ricci- C. Santos) - 1965: Conversa, Saló del Tinell, Barcelona (direcció J. L. de Delàs) - 1966: Tríptic carnavalesc, Club 49, Barcelona (direcció L. Guimerà) - 1967: Suite Bufa, Festival Sigma II, Bordeus (direcció L. Solà) - 1968: Concert irregular, Teatre Romea, Barcelona (direcció P. Portabella) - 1969: Conversa, Varsòvia (direcció F. Gil) - 1971: El temps escènic, Teatre Prado, Sitges (direcció S. Sans) - 1973: Rrrprrr, Col·legi d'arquitectes de Barcelona (direcció F. Formosa-P. Monterde) - 1974: Sainet, Teatre Casino de Granollers (direcció P. Monterde) - 1976: Quiriquibú, Casino de l'Aliança del Poblenou (direcció F. Puigserver-G. J. Graells) - 1977: Strip-tease català, Programa Mirador RTVE (direcció Christa Leem) - 1978: Festa d'homenatge a Joan Miró, Fundació Joan Miró, Barcelona (direcció J. Brossa) - 1979: La flautista, Festival Internacional de Teatre, Sitges (direcció A. Ricci) - 1980: Moment musical, Fundació Joan Miró, Barcelona (direcció C. Villaubí) - 1980: La flautista Teatre Municipal, Perpinyà (direcció A. Ricci) - 1982: Accions Teatre, Palau Maricel, Sitges (direcció J. Ollé) - 1983: Onzena acció espectacle, Taradell (direcció: rosec de dits) - 1984: Diumenge, Teatre Romea, Barcelona (direcció: J. Sanchís) | - 1985: La pregunta perduda o el corral del lleó, Teatre Romea, Barcelona (direcció H. Bonnín) - 1986: Sense corbata i amb el botó del coll..., C. Cultural La Caixa, Granollers (direcció J. Encina) - 1987: Espectacle Hausson-Brossa, Teatre Romea, Barcelona (direcció L. Solà) - 1989: Accions, Centre Arts Santa Mònica, Barcelona (direcció: F. Roda) - 1989: Noümen-festa, Aula de Cultura, Barcelona (direcció J. Perarnau) - 1990: Strip-tease 1900, Teatre Malic, Barcelona (direcció J. Quintas) - 1991: Calç i rajoles, Casino l'Aliança del Poblenou (direcció F. Rovira) - 1992: El sarau, Teatre Poliorama, Barcelona (direcció H. Bonnín) - 1993: Strip-tease, El Llantiol, Barcelona (direcció Tràfec Teatre) - 1994: Núria Candela diu Joan Brossa, Auditori Nacional d'Andorra (direcció N. Candela) - 1996: Poemes visuals, Teatre Tantarantana, Barcelona (direcció J. Bertran) - 1996: Anna i Brossa, Artenbrut, Barcelona (direcció A. Ricci- A. Simó) - 1997: Acció Brossa, UIB, Palma (direcció A. Artigues) - 1998: Fi de nocturn, Mercat de les Flors, Barcelona (direcció. M. Maicas) - 1999: U no és ningú, Teatre Kaddish, Barcelona (direcció: X. Giménez) - 1999: Cantonada Brossa, Teatre Lliure, Barcelona (direcció J. M. Mestres) - 2000: Collar de cranis, Espai Escènic Joan Brossa, Barcelona (direcció B. Mazzone) - 2001: Vas més de pressa que Frègoli, Fundació Joan Miró, Barcelona (direcció: A. Artigues) - 2002: Brossa als ulls, Teatre de l'Escorxador, Lleida (direcció A. Aymar) - 2002: Món Brossa, TNC, Barcelona (direcció F. di Francescantonio) - 2005: La xarxa, Brossa Espai Escènic (direcció J. M. Mestres) - 2006: El ganxo, Gran Teatre del Liceu, Barcelona (direcció M. Gómez) - 2007: Joan Brossa dels ventalls, Convent de Sant Agustí, Barcelona (direcció M. Maicas) - 2008: brossalobrossotlodesbrossat, Teatre Lliure, Barcelona (direcció C. Santos) - 2008: La sorra i l'acadèmia, Brossa Espai Escènic, Barcelona (direcció A. Coll) - 2008: El dia del profeta, TNC, Barcelona (direcció R. Novell) - 2011: El darrer triangle, La Seca Espai Brossa, Barcelona (direcció Els Pirates) |

### Vessant poètic
Brossa va practicar tots els gèneres poètics, des de la poesia lírica o amatòria fins a la que la crítica ha anomenat "poesia quotidiana" i que als inicis algú va qüestionar fins i tot que es tractés de poesia. Quant a les formes, va conrear des de les més canòniques (centenars de sonets, d'odes sàfiques, de sextines, de romanços, de quartetes i fins i tot d'octaves reials o de lires) a les més lliures, planeres i desimboltes que plasmà en milers de poemes. Dins d'aquesta autèntica especulació de gèneres, la frontera entre literatura i plàstica es desdibuixa sovint a causa de la inclusió d'imatges en els seus poemaris.

#### Edicions d'obra poètica
| - 1949 — Sonets de Caruixa, escrit el 1949. - 1950 — Romancets del dragolí, escrit el 1948. - 1951 — Em va fer Joan Brossa, reed. 1970, 1973, 1984, 1989, 1990 i 2013. Escrit el 1950. - 1953 — Nous romancets del dragolí, escrit el 1948. - 1961 — Poemes civils, escrit el 1960. - 1969 — El saltamartí, reed. 1977, 1985, 1986. Escrit el 1963. - 1970 — Poesia rasa, recull de 17 llibres escrits de 1943 a 1959 - 1971 — Des d'un got d'aigua fins al petroli - 1972 — Càntir de càntics - 1972 — El poeta presenta quinze pantomimes - 1973 — Cappare, reed. 1984. - 1974 — La barba del cranc - 1974 — Les ungles del guant. Ronda de Rimbaud - 1974 Des d'un got d'aigua fins al petroli (edició clandestina), reed. 1977. - 1976 — Oda a Lluís Maria Xirinacs - 1976 — Maneres - 1977 — Sextines 76 - 1977 — Poemes de seny i cabell, recull de 8 llibres escrits de 1957 a 1963 - 1979 — Antologia de poemes de revolta, reed. 2001. - 1980 — Rua de llibres, recull de 8 llibres escrits de 1964 a 1970 - 1981 — Vint-i-set sextines i un sonet - 1982 — Ball de sang, recull de 8 llibres escrits de 1941 a 1954 - 1982 — Els ulls de l'òliba - 1983 — Askatasuna - 1983 — Pas d'amors - 1984 — Ot - 1985 — Qui diu foc, diu flama - 1985 — Calcomanies | - 1985 — Fogall de sonets - 1986 — Els entra-i-surts del poeta - 1986 — Sonets a Gofredina - 1987 — Poemes públics - 1987 — Viatge per la sextina (inclou 4 llibres en aquesta forma) - 1988 — Tarannà - 1988 — Ventall de poemes urbans - 1989 — Ollaó - 1992 — El veí - 1993 — Furgó de cua - 1994 — Suite tràmpol o el compte enrera - 1995 — Poemes escollits (antologia) - 1995 — Poemes d'anada i tornada - 1995 — Poesia i prosa (antologia) - 1995 — Passat festes, reed. 2001 i 2013 - 1995 — Capgirada - 1997 — La clau a la boca - 1998 — La memòria encesa (antologia) - 1999 — Sumari astral i altres poemes - 2001 — A partir del silenci (antologia) - 2004 — Un home reparteix fulls clandestins (antologia) - 2007 — El dia a dia (1988-1992) - 2013 — Fora de l'umbracle (mixt amb poesia visual) |

#### Edicions de poemes individuals
- 1960 — Enumeració en sospirar
- 1971 — Tríptic hegelià per a Antoni Tàpies
- 2002 — Camí de segons

#### Prosa
- 1972 — Vivàrium
- 1987 — Anafil
- 1995 — Añafil II, traduït a l'espanyol per Carlos Vitale i inèdit en català.
- 1998 — Alfabet desbaratat
- 2013 — Prosa completa i textos esparsos

### Vessant plàstic

#### Poesia artística i visual
| - 1970 — Poemes per a una oda - 1974 — Cartipàs - 1975 — Poemes visuals - 1978 — Poemes objecte - 1978 — Septet visual - 1988 — Mom - 1988 — Diorames - 1990 — Los cuasigrafismos de Brossa | - 1991 — Parèntesi - 1991 — Mirall - 1993 — Foc negre - 1995 — Aigua de foc - 1996 — Arlequins - 2003 — Poesia tipogràfica - 2005 — Poesia visual - 2011 — Els etcèteres - 2014 — Poemes visuals (reproducció de l'obra seriada completa) |

#### Poesia objectual
pendent d'omplir

#### Instal·lacions
| - 1956 — Muntatge de l'aparador de la botiga "Gales", Barcelona, efímera. - 1986 — Feina de dissabte, Mosel & Tschechov Galerie, Múnic. - 1986 — Accident, Museo Patio Herreriano de Arte Español Contemporáneo, Valladolid. - 1986-1990 — Instal·lació (El convidat), Museu d'Art Modern de Ceret. - 1990 — Yatch, MACBA, Barcelona. - 1991 — Intermedi, ARTIUM, Vitòria-Gasteiz. - 1991 — Despullament, Galeria Joan Prats, Barcelona. - 1991 — Barrets, Fundació Joan Brossa, Barcelona. - 1992 — La ciutat renovada, Barcelona, efímera. - 1994 — 150 homenatges, Barcelona, efímera. - 1994 — Alfabet jeràrquic, Barcelona, efímera. - 1994 — Lot de lletres, Barcelona, efímera. | - 1994 — El terrat de les banyes, Fundació Joan Brossa, Barcelona. - 1994 — Attrezzo per al Tenorio, Barcelona, efímera. - 1994 — Cadenes de Dàmocles, Fundació Joan Brossa, Barcelona. - 1994 — La conformació del cap, Barcelona, efímera. - 1994 — Malversació, Barcelona, efímera. - 1994 — L'os dels dies i el número de les plantes, Barcelona, efímera. - 1994 — Burlesc, Barcelona, efímera. - 1994 — Ruixat de lletres, Fundació Joan Brossa, Barcelona. - 1994 — Avern, Barcelona, efímera. - 1994 — El planeta de la virtut, Fundació Joan Brossa, Barcelona. - 1994 — Paràsit, Fundació Joan Brossa, Barcelona. - 1994 — Final, Barcelona, efímera. |

#### Poesia urbana

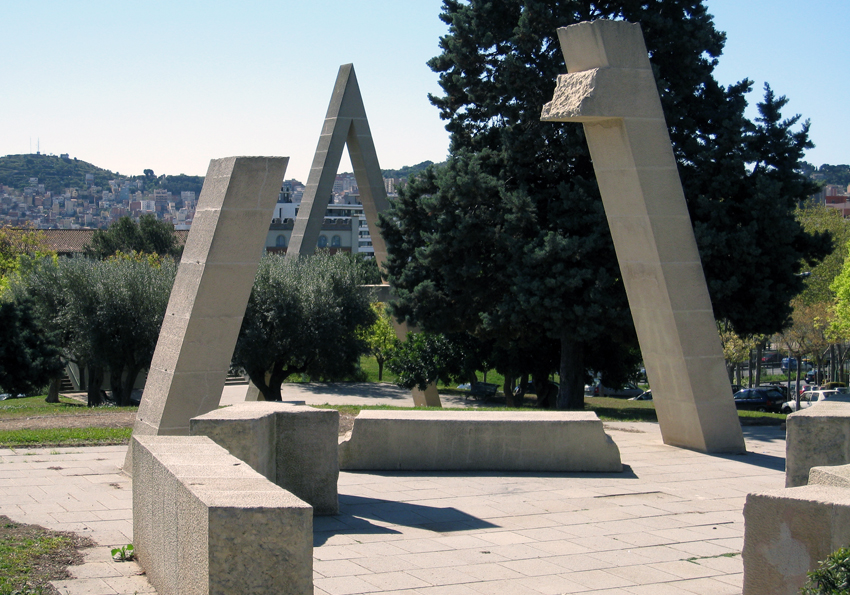
Poema visual transitable en tres temps (1984), poema corpori de Joan Brossa, davant del Velòdrom d'Horta, Parc del Velòdrom de la Vall d'Hebron, Barcelona

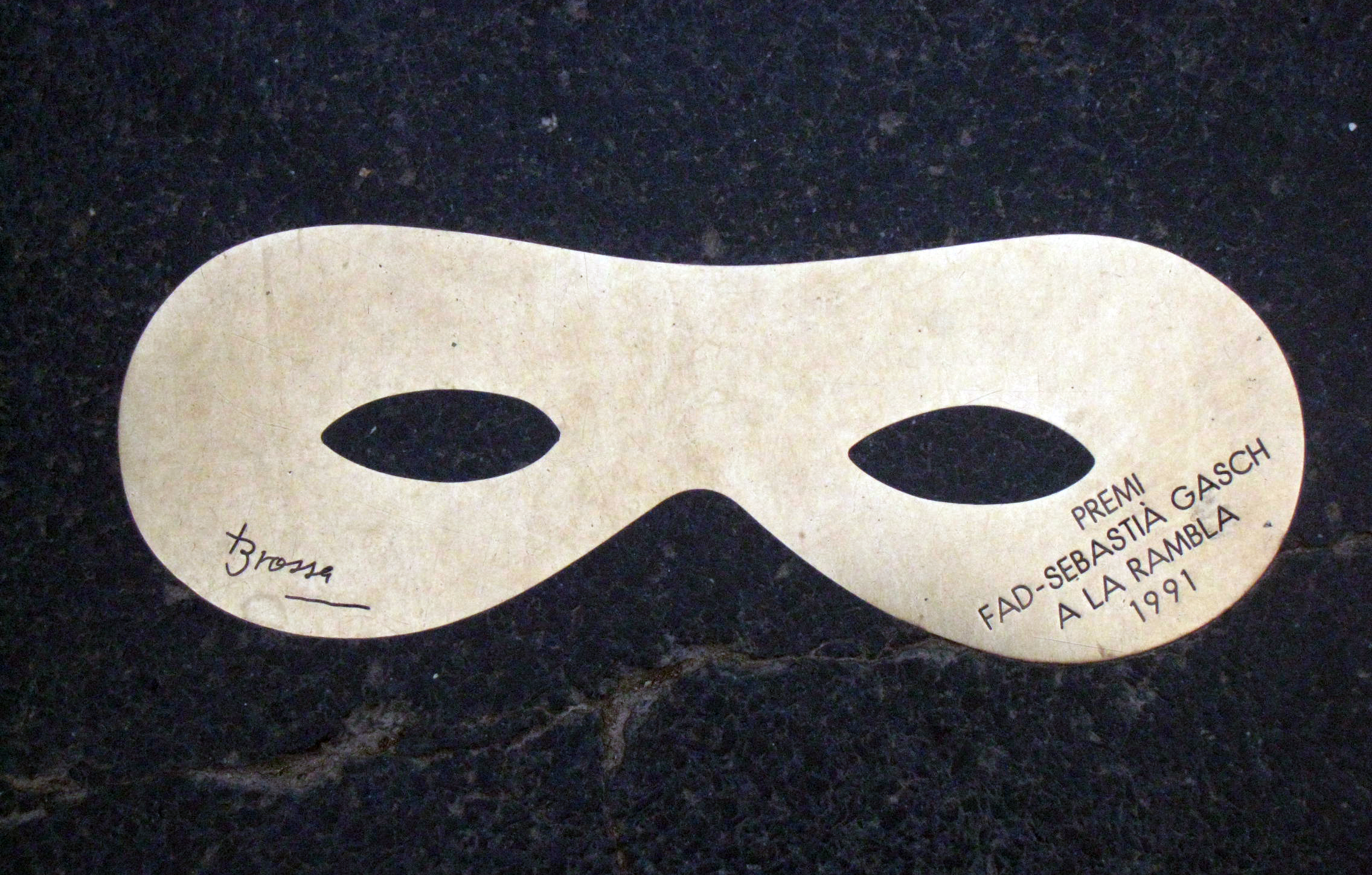
Antifaç (1991), poema visual a la Rambla, a l'alçada del carrer del Carme, Barcelona

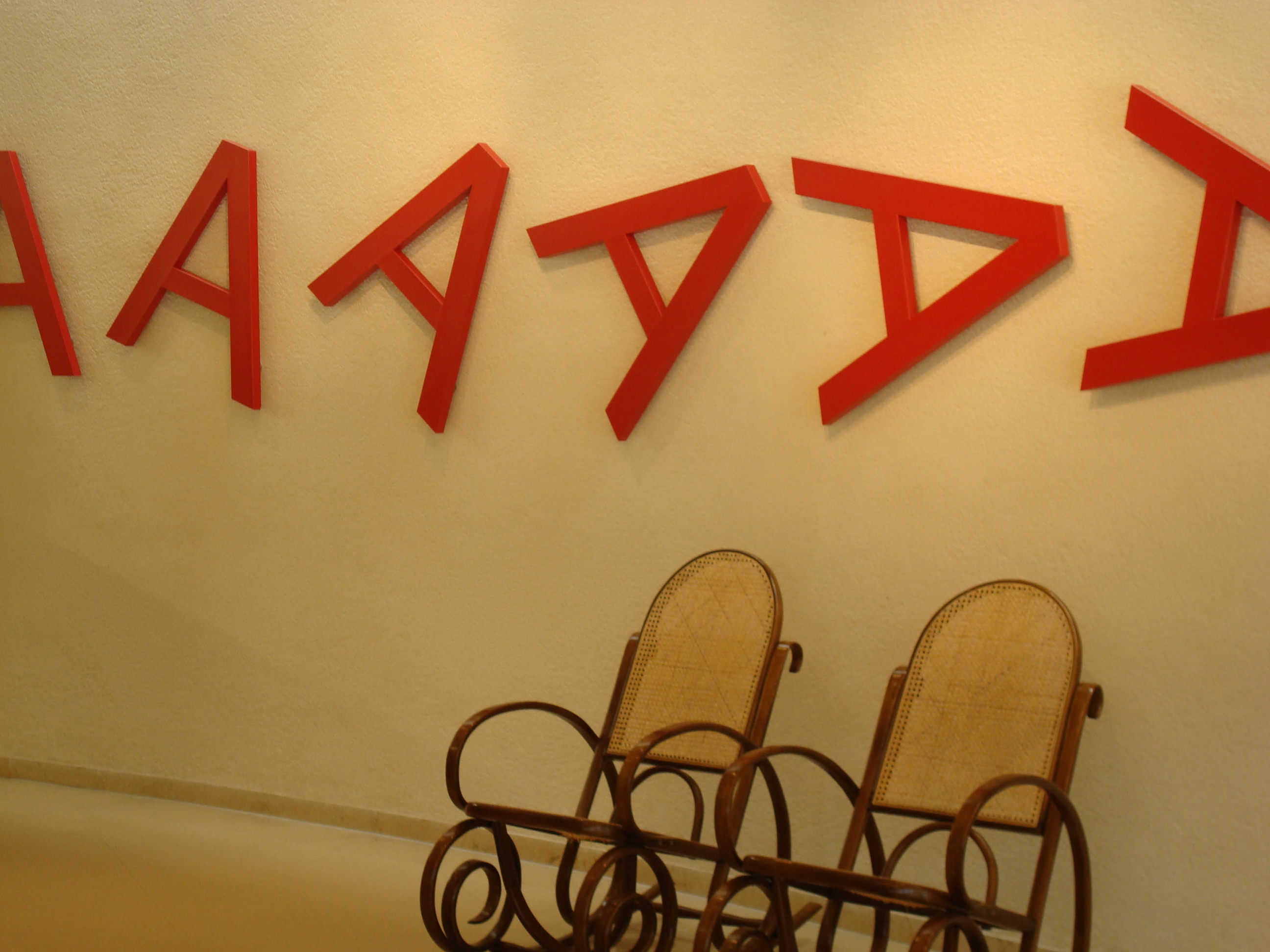
Lletres ballarines (1994), poema corpori de Joan Brossa instal·lat a la Biblioteca Santa Oliva d'Olesa de Montserrat

- 1984 — Poema visual transitable en tres parts, Velòdrom de la Vall d'Hebron, Barcelona.
- 1985 — Rellotge il·lusori, Teatre Poliorama, La Rambla, Barcelona.
- 1988 — On es bada l'ona, Escola Pau Gargallo i més tard Parc del G4, Badalona.
- 1988 — Contra l'oblit, som!, Corbera d'Ebre.
- 1989 — Record d'un malson, Biblioteca Popular, més tard al Museu d'Història de la Immigració de Catalunya, Sant Adrià de Besòs. Originalment ubicat al barri de la Mina d'aquesta mateixa localitat.
- 1991 — Antifaç, La Rambla, vorera central a l'altura del carrer del Carme, Barcelona.
- 1993 — El llagost i façana, seu del Col·legi d'Aparelladors i Arquitectes Tècnics de Barcelona, carrer del Bon Pastor a Barcelona, dissenyat per l'artista plàstic Josep Pla-Narbona.
- 1994 — Homenatge al llibre, cruïlla Gran Via / Passeig de Gràcia a Barcelona, dissenyat per l'artista plàstic Josep Pla-Narbona.
- 1994 — Poema visual Bàrcino, plaça Nova, Barcelona.
- 1994 — Ocàs i/o Incomunicació, SAT, avinguda de Meritxell, Andorra la Vella.
- 1996 — A de barca, Parc de Catalunya, Sabadell. És una obra ideada per Joan Brossa i realitzada el 1996 per l'escultor sabadellenc Antoni Marquès. Està situada al Parc de Catalunya de Sabadell, al Vallès Occidental. Es tracta d'un veler amb una gran lletra "A" majúscula en forma de vela de vaixell. L'obra representa la literatura guiant el curs de la vida. Està realitzada en bronze, zinc, estany i alumini. Té una alçada de 7,20 metres, 1,47 metres d'amplada i 4,34 metres d'eslora de la barca.
- 1997 — Lletres gimnastes, botiga "El Ingenio", carrer de Rauric, Barcelona.
- 1998 — Façana amb arlequí, Espai Escènic Joan Brossa, carrer d'Allada Vermell, Barcelona.
- 1998 — Taunustor, seu del Commerzbank, cruïlla Kirchnestraße / Grosse Gallustraße, Frankfurt del Main.
- 1998 — Moscafera, Universitat de les Illes Balears, Palma.
- 1998 — Lletres fugitives, seu del Cercle de Lectors, travessera de Gràcia, Barcelona.
- 1999 — Beneficència Catalana, calle Consulado, L'Havana.
- 1999 — A de cinema, plaça de Santa Susanna, Girona.
- 1994 — Lletres ballarines, Biblioteca Santa Oliva, Olesa de Montserrat.[14]
- 1999 — A ajaguda amb peix, façana de l'Ajuntament, Mollet del Vallès.
- 2000 — Plaça de Joan Brossa, cruïlla carrer de Calders / carretera de Santa Perpètua, Sabadell.
- 2001 — Perfil, Biblioteca Can Peixauet, Santa Coloma de Gramenet.
- 2003 — A-Z amb figures antropomòrfiques, Jardins de Joan Brossa, parc de Montjuïc, Barcelona.
- 2003 — L'Hospitalet, plaça de Francesc Macià, L'Hospitalet de Llobregat.
- 2004 — Faune, interior d'illa dels carrers del Rosselló, d'Aribau i d'Enric Granados, Barcelona.
- 2007 — Camí de l'A a la Z, paret mitgera al carrer de València entre Rambla de Catalunya i carrer de Balmes, Barcelona.
- 2013 — Cap de bou (reproducció corpòria del poema visual homònim), La Vinya dels Artistes. Celler Mas Blanch i Jové, La Pobla de Cérvoles.

#### Cartells
Brossa fou un poeta visual que va tenir una forta activitat artística en el món de la cartelleria. Es consideren una derivació de la seva poesia visual, formant part d'un procés d'investigació formal en un suport on s'ajunten la paraula i la imatge, així com els codis clàssics de tot sistema de comunicació. Brossa va començar a fer cartells principalment a partir dels anys setanta, just en un moment en què el teixit associatiu i institucional català començava a prendre forma després d'anys de franquisme. La seva obra en format cartell mostra el seu to alhora rellevant, imaginatiu i subversiu, sovint acompanyat d'un marcat sentit de l'humor. Alguns dels seus cartells més destacats són Carnaval (1980), Correfoc (1982), Joan Brossa o les paraules són les coses (1986), Tramesa d'art en favor de la creativitat (1987), Ruta romànica (1989) o 43a fira del Llibre d'Ocasió Antic i Modern (1994).
El 1999 es va organitzar una exposició retrospectiva sobre els cartells de Brossa, que es va exposar al Saló de la Caixa de Sabadell, i posteriorment va viatjar a centres culturals Sa Nostra (Caixa de Balears) d'Eivissa, Formentera i Manacor.

#### Llibres d'artista
Llista completa dels llibres d'artista editats per Joan Brossa, en col·laboració amb diversos artistes:
| - 1949 — Tres aiguaforts, amb Antoni Tàpies - 1950 — Parafaragamus, amb Joan Ponç - 1963 — Cop de poma, amb Joan Miró, Antoni Tàpies, Josep M. Mestres i Moisès Villèlia - 1963 — (sense títol), amb Modest Cuixart - 1963 — El pa a la barca, amb Antoni Tàpies. - 1965 — Novel·la, amb Antoni Tàpies, reed. 1975 en format popular. - 1970 — Frègoli, amb Antoni Tàpies - 1970 — Nocturn matinal, amb Antoni Tàpies - 1973 — Cinc poemes, amb Antoni Tàpies - 1973 — La clau del foc, amb Pere Gimferrer i Antoni Tàpies - 1973 — Poems from the catalan, amb Antoni Tàpies - 1973 — Oda a Joan Miró, amb Joan Miró - 1973 — La Cabaleta, amb Moisès Villèlia - 1973 — Cartipàs, amb Moisès Villèlia - 1974 — Mountains of Athos 1010, amb Morgan - 1975 — Als mestres de Catalunya, amb Antoni Tàpies - 1975 — Homenatge a Joan Prats, amb altres artistes - 1976 — Oda a Lluís Maria Xirinacs, amb Antoni Tàpies - 1978 — Tres Joans, amb Joan Miró - 1979 — Llibre de la pluja, amb Frederic Amat - 1979 — U no és ningú, amb Antoni Tàpies - 1981 — El camí de l'oca, amb José Niebla - 1983 — Tal i tant, amb Frederic Amat - 1983 — Vuit poemes/vuit aiguaforts. Setè i darrer recull, amb Antoni Tàpies i altres artistes - 1985 — Sextina en el Museu de Joguets de Figueres, amb Antoni Tàpies - 1986 — El Rei de la Màgia, amb Antoni Tàpies - 1987 — Joc de cartes, amb Víctor Ramírez | - 1988 — Diorames, amb Perejaume, Alfons Borrell, Jordi Alcaraz i Jordi Rosés - 1988 — El fuet de cent cues, amb Fernando Krahn - 1988 — Mom, amb Víctor Ramírez - 1988 — Tria, amb Masafumi Yamamoto. - 1988 — Carrer de Wagner, amb Antoni Tàpies, reed. 1991 en format popular - 1989 — El bosc a casa, amb Perejaume - 1990 — Tri, amb Fusako Yasuda i Lluis Pessa - 1991 — Cinamon, amb Rafa Forteza - 1992 — Parèntesi i Mirall, amb Fusako Yasuda i Lluis Pessa - 1992 — Flor de claus, amb Manuel Esclusa - 1992 — El veí, amb Lluis Pessa - 1992 — Jo, qui?, amb Fusako Yasuda - 1993 — Trasllat, amb Alfons Borrell - 1993 — Deu gravats i una ombra de mà, amb Fusako Yasuda - 1993 — Foc negre, amb Evaristo Benítez - 1993 — L'art pot morir. Homenatge a Miró, amb altres autors - 1995 — Brossa i Chillida al peu del llibre, amb Eduardo Chillida - 1995 — Capgirada, amb Fusuko Yasuda i Lluís Pessa - 1995 — Aigua de foc, amb Josep M. Servent - 1995 — Clavegueram / Égouts, amb Muma - 1997 — Sextina van de Voorouderlijke Herinnering / Sextina de la memòria ancestral, amb Josep Maria Riera i Aragó - 1998 — Uroxos. Pensadors i somiadors, amb Zush i altres artistes - 1999 — Cartaci, amb Perejaume - 2003 — Fotopoemario, amb Chema Madoz, reed. 2008, 2010 i 2013 en format popular - 2010 — Carrer de Joan Ponç, amb obra de Joan Ponç. |

### Cinema
Joan Brossa va escriure diversos guions cinematogràfics. Alguns d'ells van ser realitzats posteriorment per directors com Frederic Amat, Carlos Atanes o Pere Portabella:
Guions cinematogràfics
- 1948 — Foc al càntir: Dirigida per Frederic Amat el 2001.
- 1948 — Gart
- 1967 — No compteu amb els dits (en col·laboració amb Pere Portabella, que la va dirigir)[17]
- 1968 — Nocturn 29 (en col·laboració amb Pere Portabella, que la va dirigir)[18]
- 1969 — Cua de cuc (en col·laboració amb Pere Portabella, que la va dirigir)[19]
- 1970 — Umbracle (en col·laboració amb Pere Portabella, que la va dirigir)[20]
- 1991 — Els peixos argentats a la peixera (en col·laboració amb Hermann Bonnín; dirigida per Carlos Atanes i Hermann Bonnín)

## Exposicions individuals (selecció)

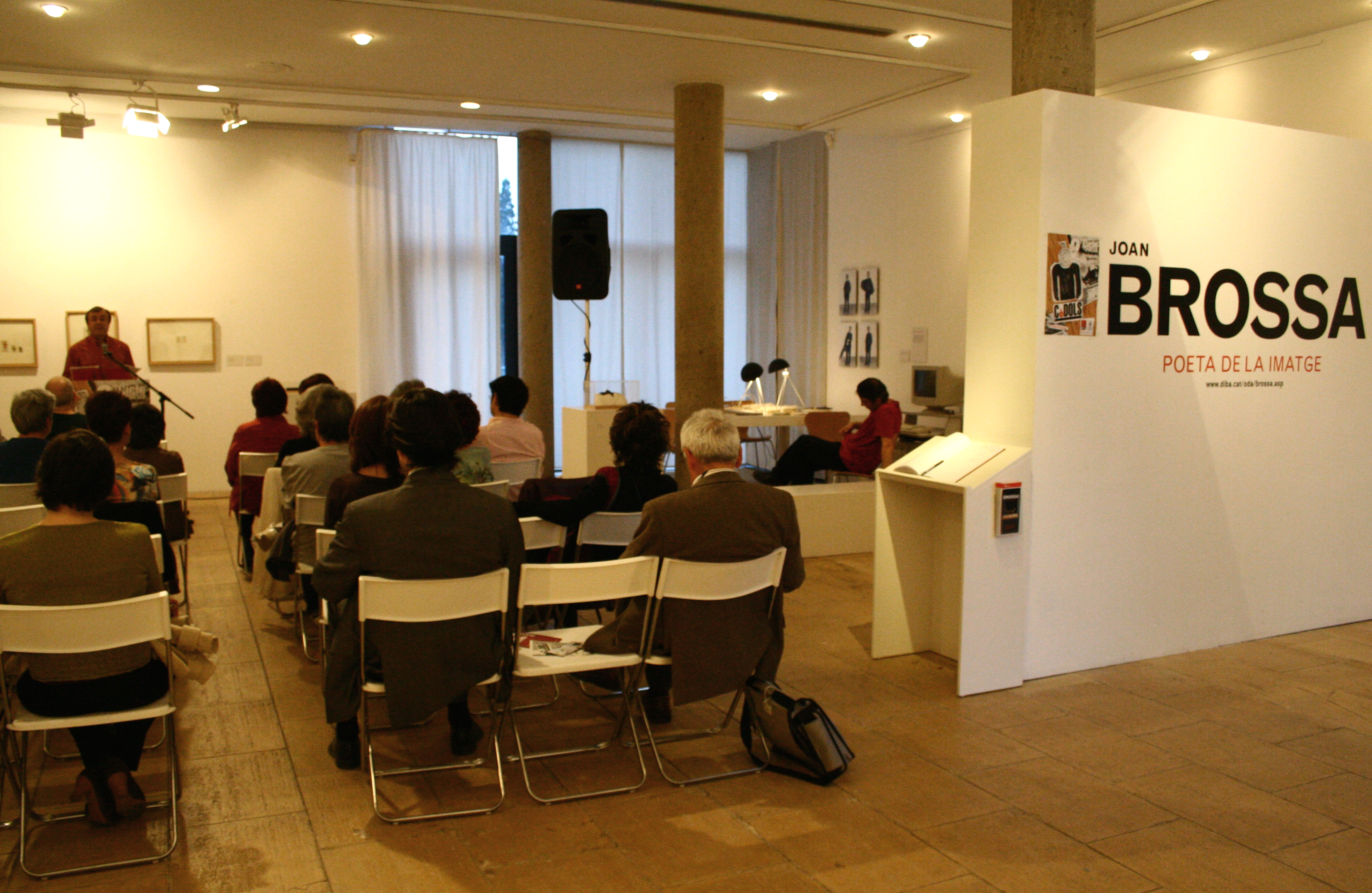
Exposició Joan Brossa a Cerdanyola del Vallès el 2007

| Any       | Espai                                            | Ciutat                 | Exposició                                                       |
| --------- | ------------------------------------------------ | ---------------------- | --------------------------------------------------------------- |
| 1978      | La casa del siglo XV                             | Segòvia                | Joan Brossa. Poesía visual y poemas objeto                      |
| 1980      | Galería Skira                                    | Madrid                 | Joan Brossa. Poesía visual y poemas objeto                      |
| 1982      | Galeria Joan Prats                               | Barcelona              | Joan Brossa. Poesia visual i poemes objecte                     |
| 1983-1984 | itinerant                                        | Catalunya              | Joan Brossa. Poesia visual. Poemes objecte. Cartells,           |
| 1986      | Fundació Joan Miró                               | Barcelona              | Joan Brossa o les paraules són les coses                        |
| 1988      | Galería La Máquina Española                      | Madrid                 | Joan Brossa                                                     |
| 1988      | Museo de Bellas Artes                            | Màlaga                 | Joan Brossa                                                     |
| 1988      | La Plana de l'Om                                 | Manresa                | Joan Brossa. Poesia visual. Poemes objecte                      |
| 1988      | Galeria Joan Prats                               | Barcelona              | Joan Brossa. Poesia visual. Poemes objecte                      |
| 1989      | Galeria Joan Prats                               | Nova York              | Joan Brossa. Poesia visual. Poemes objecte                      |
| 1990      | Mosel und Tschechow                              | Múnic                  | Joan Brossa. Werke 1951-1988                                    |
| 1990      | Ajuntament                                       | El Prat de Llobregat   | Joan Brossa. Poemes objecte i poesia visual                     |
| 1990      | Centre Cultural                                  | Alcoi                  | Poesia visual de Joan Brossa                                    |
| 1990      | Musée d'Art Moderne                              | Ceret-Cotlliure        | Joan Brossa. Poésie visuelle, poèmes objet, environnements      |
| 1991      | Museo Nacional Centro de Arte Reina Sofía        | Madrid                 | Joan Brossa 1941-1991                                           |
| 1992      | Riverside Studios                                | Londres                | Joan Brossa, words are things. Poems, objects and installations |
| 1992      | Diputació Provincial                             | Osca                   | Brossa 1986-1991                                                |
| 1992      | Diputació Foral                                  | Àlaba                  | Brossa 1986-1991                                                |
| 1994      | Palau de la Virreina                             | Barcelona              | Joan Brossa, entre les coses i la lectura                       |
| 1994      | Ministeri d'Afers Socials i Cultura              | Andorra la Vella       | Joan Brossa, entre les coses i la lectura                       |
| 1994-1995 | Fundació Miró Mallorca                           | Palma                  | Joan Brossa. Poemes objecte, poemes visuals i un muntatge       |
| 1996      | Casa de Cultura                                  | L'Alfàs del Pi         | Poemes de Joan Brossa"                                          |
| 1997      | Palacio de Revillagigedo                         | Gijón                  | Joan Brossa. Poemas visuales-poemas objeto-instalaciones        |
| 1997      | IVAM                                             | València               | Joan Brossa. Poesia visual                                      |
| 1997      | Commerzbank                                      | Frankfurt del Main     | Essen Sehen                                                     |
| 1998      | Fredericianum                                    | Kassel                 | Joan Brossa. Grafiken, Objecte, Installationen                  |
| 1998      | Städtische Galerie                               | Göppingen              | Joan Brossa. Grafiken, Objecte, Installationen                  |
| 1998      | Museo Carrillo Gil                               | Mèxic D.F.             | Joan Brossa, poeta visual                                       |
| 1998      | Museo de Arte Contemporáneo                      | Monterrey              | Joan Brossa, poeta visual                                       |
| 1999      | Museu d'Art Jaume Morera                         | Lleida                 | Joan Brossa, poesia i carnaval                                  |
| 1999      | Konstahallen                                     | Göteborg               | Joan Brossa. Poetiska object                                    |
| 2001      | Fundació Joan Miró                               | Barcelona              | Joan Brossa o la revolta poètica                                |
| 2002      | Castell                                          | Cornellà de Llobregat  | Jocs i camins de Joan Brossa                                    |
| 2002      | Es Baluard                                       | Palma                  | Jocs i camins de Joan Brossa                                    |
| 2003-2007 | itinerant                                        | Catalunya              | Em va fer Joan Brossa (exposició literària)                     |
| 2005-2008 | itinerant                                        | província de Barcelona | Joan Brossa, poeta de la imatge                                 |
| 2008      | Biblioteca Central Xavier Amorós                 | Reus                   | Joan Brossa, poeta de la imatge                                 |
| 2005      | MAVI-Museo de Artes Visuales                     | Santiago de Xile       | Joan Brossa, desde Barcelona al Nuevo Mundo                     |
| 2005      | Centro Mariantonia de la USP                     | São Paulo              | Joan Brossa, desde Barcelona al Nuevo Mundo                     |
| 2006      | MARGS-Museo de Arte do Rio Grande do Sul         | Porto Alegre           | Joan Brossa, desde Barcelona al Nuevo Mundo                     |
| 2006      | MAM-Rio Museu d'Art Modern de Rio de Janeiro     | Rio de Janeiro         | Joan Brossa, desde Barcelona al Nuevo Mundo                     |
| 2006      | Centro Cultural Parque de España                 | Rosario                | Joan Brossa, desde Barcelona al Nuevo Mundo                     |
| 2006      | Centro Cultural Recoleta                         | Buenos Aires           | Joan Brossa, desde Barcelona al Nuevo Mundo                     |
| 2006-2007 | Instituto Camões                                 | Lisboa                 | Joan Brossa, desde Barcelona al Nuevo Mundo                     |
| 2007      | Museo de Santa Cruz                              | Toledo                 | Joan Brossa, en las alturas y sin red                           |
| 2007-2008 | Museo Municipal                                  | Albacete               | Joan Brossa, en las alturas y sin red                           |
| 2008      | Convento-Museo de la Merced                      | Ciudad Real            | Joan Brossa, en las alturas y sin red                           |
| 2008      | Fundación Antonio Saura-Casa Zavala              | Conca                  | Joan Brossa, en las alturas y sin red                           |
| 2008      | Palacio del Infantado                            | Guadalajara            | Joan Brossa, en las alturas y sin red                           |
| 2008      | Antiguo Convento de Santo Domingo                | La Laguna, Tenerife    | Joan Brossa. La realidad y sus metáforas                        |
| 2008      | Instituto Cervantes                              | Viena                  | Bverso Brossa. Joan Brossa, de la poesía al objeto              |
| 2008      | Instituto Cervantes                              | Praga                  | Bverso Brossa. Joan Brossa, de la poesía al objeto              |
| 2009      | Instituto Cervantes                              | Estocolm               | Bverso Brossa. Joan Brossa, de la poesía al objeto              |
| 2009      | Instituto Cervantes                              | París                  | Bverso Brossa. Joan Brossa, de la poesía al objeto              |
| 2009      | Instituto Cervantes                              | Berlín                 | Bverso Brossa. Joan Brossa, de la poesía al objeto              |
| 2009      | Instituto Cervantes                              | Varsòvia               | Bverso Brossa. Joan Brossa, de la poesía al objeto              |
| 2010      | Centro de Creación Literaria Xavier Villaurrutia | Mèxic D.F.             | Expo Brossa. Poesía visual                                      |
| 2011      | Centre International de Poésie                   | Marsella               | Joan Brossa, les etceteras infinis                              |
| 2013      | La Seca - Espai Brossa                           | Barcelona              | Joan Brossa: escolteu aquest silenci                            |
| 2014      | Museu de la Vida Rural                           | Espluga de Francolí    | Joan Brossa: escolteu aquest silenci                            |
| 2017      | MACBA                                            | Barcelona              | Poesia Brossa                                                   |

## Premis i reconeixements
- 1971 — Premi Crítica Serra d'Or de poesia per Poesia rasa.
- 1974 — Premi Crítica Serra d'Or de poesia per Poesia escènica, vol III i per Cappare.
- 1978 — Premi Crítica Serra d'Or de poesia per Poemes de seny i cabell.
- 1979 — Premi Crítica Serra d'Or d'obres completes per Poesia escènica 1958-1962. Teatre complet.Volum III.
- 1981 — Lletra d'Or per Rua de Llibres
- 1987 — Ciutat de Barcelona
- 1988 — Medalla Picasso de la UNESCO
- 1992 — Premi Nacional d'Arts Plàstiques
- 1995 — Medalla d'Or al Mèrit en las Belles Arts
- 1996 — Premi Nacional de Poesia. Premi Crítica Serra d'Or de poesia per Passat festes. Premi "Estrella" de la Comunitat de Madrid.
- 1998 — Premi Nacional de Teatre. Medalla d'Or del Círculo de Bellas Artes de Madrid.
- 1999 — (a títol pòstum, la cerimònia havia estat prevista per al vuitantè aniversari del poeta, que morí vint dies abans) fou investit doctor honoris causa per la Universitat Autònoma de Barcelona.

## Patrimoni literari
A partir de l'any 2006 es van crear 5 itineraris per Barcelona (Ciutat Vella, Eixample, Sant Gervasi, Horta-Guinardó i Montjuïc), que fan un seguiment de les seves obres al carrer, totes elles complementades per referències literàries. Brossa va deixar una important petjada per tota la ciutat. A la ruta de “Ciutat Vella” es poden veure alguns dels “poemes corporis” o públics que l'Ajuntament –o altres entitats – van encarregar al poeta. Altres llocs de la ciutat vinculats emotivament a Brossa són El Ingenio, l'antic Espai Joan Brossa, etc. A la seva poesia i la seva prosa, l'autor en parla d'aquests indrets. A part de Barcelona hi ha un poble a la comarca de les Garrigues anomenat La Pobla de Cérvoles. Allà S'hi troba el Celler de Mas Blanch i Jové que l'any 2013 va inaugurar una ruta literària pel poble.

### Àrea metropolitana de Barcelona
Aquesta fa un recorregut per alguns dels poemes corporis de Joan Brossa localitzats a la rodalia de Barcelona. Aquestes obres urbanes estan molt relacionades amb el paisatge de les ciutats de Barcelona, Sant Adrià del Besòs, Santa Coloma de Gramenet, Badalona, Sabadell i Mollet ens permeten veure les petjades que va deixar Brossa i també anar veient aspectes de la seva vida i de la seva ètica. Aquests poemes, porten cap a una reflexió sobre les conseqüències dels moviments migratoris dels anys seixanta a la rodalia de Barcelona. També sobre conceptes com l'especulació immobiliària, l'urbanisme, la immigració i la multiculturalitat a la societat cultural.

### Del MACBA a La Seca – Ciutat Vella, Barcelona

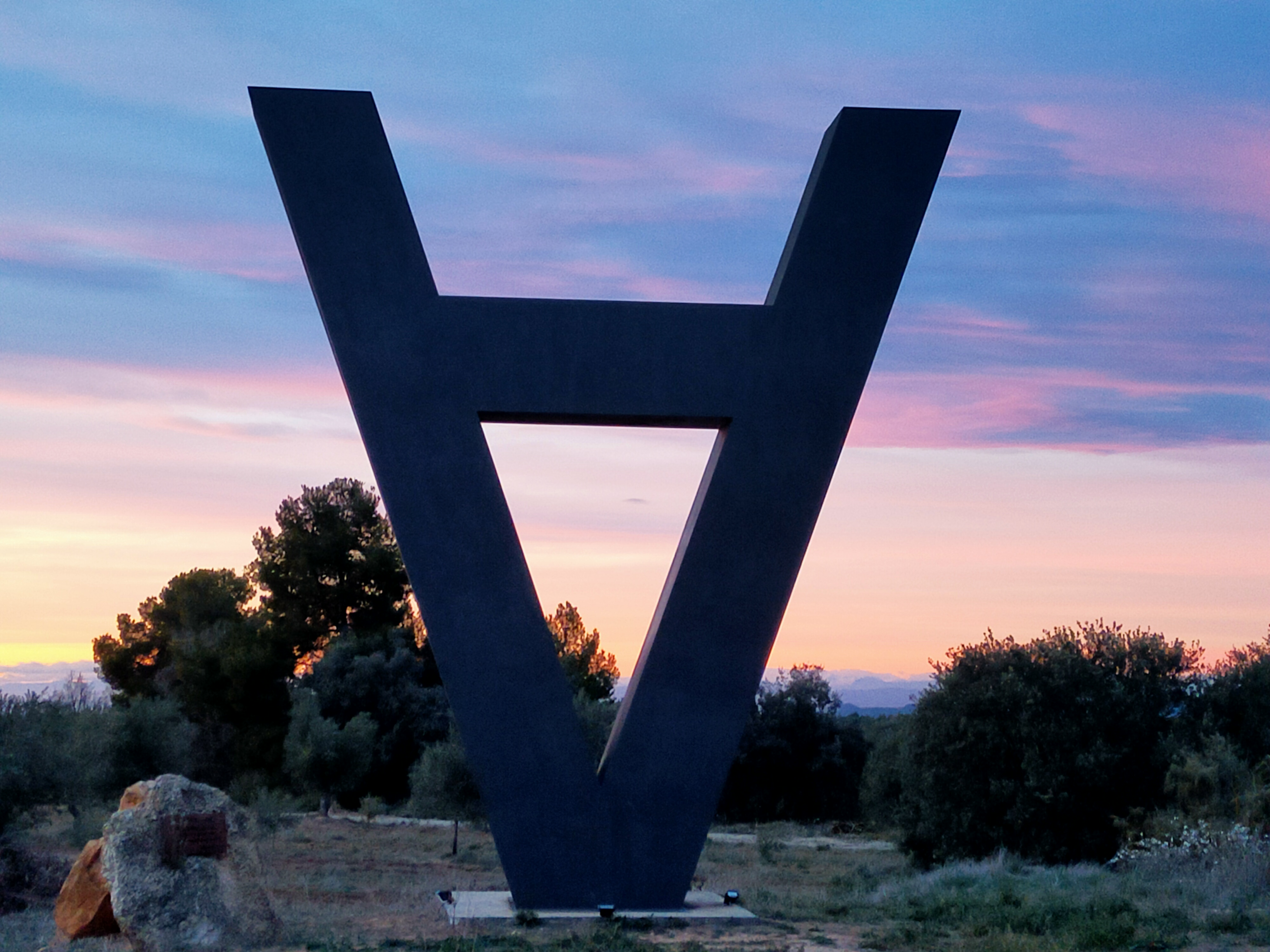
Cap de bou. La Pobla de Cérvoles.

A la ruta hi ha nou punts que ens porten des del MACBA, el centre on avui en dia es guarda el llegat de l'escriptor fins al nou teatre “La Seca. Espai Brossa”, que recull la part més màgica del poeta que es veu al llarg de totes les parades que es fan durant la ruta. La Fundació Joan Brossa es va construir el 20 d'octubre de 1999. La idea arrenca del testament d'aquest, on deixava totes les seves pertinences a la Fundació que es creés amb el seu nom, i deixava en mans de Pepa Llopis –la seva companya–, la capacitat per endegar-la. Des de la seva creació fins al setembre del 2012, la seu de la Fundació es trobava al carrer Roger de Llúria. Va ser a partir de llavors quan es va traslladar a La Seca Espai Brossa. Tanmateix, l'arxiu i la biblioteca de l'autor es troben al MACBA.

### Sant Gervasi – Barcelona
Igual que l'anterior, aquesta ruta també compta amb nou punts, que ens porten des de la plaça Molina – on va néixer la revista Dau al Set -, fins a un dels poemes corporis més emblemàtics de Brossa: “l'Homenatge al llibre” de la cruïlla de Gran Via / Passeig de Gràcia. En aquesta ruta podem veure aspectes de la vida i en la manera de ser del que fou una de les figures més importants de la segona avantguarda catalana.

### La Pobla de Cérvoles – Les Garrigues, Lleida
És l'única ruta que no es troba a Barcelona. Sis faristols repartits pel poble amb petits poemes que van des de 1950, "La lluna", fins a 1996, "La nimfa del silenci". Els punts de trobada dels faristols poètics són: el carrer Major (2), La plaça de les Pobles, La plaça 1 d'octubre, la font Vella i les roques del carrer Ponent. Per acabar el circuit o ruta cal pujar fins a la Vinya dels artistes, del celler Mas Blanch i Jové, on trobarem l'escultura d'un poema visual de Brossa, el Cap de bou.

## Fons personal
Al llarg de la seva vida, Joan Brossa va aplegar una quantitat ingent i molt variada de materials. Són cèlebres les fotos del seu primer estudi al carrer de Balmes, que mostren els munts de papers que emmagatzemava al terra de totes les estances. Va ser aquesta acumulació la que el va impulsar a llogar, el 1987, un segon estudi en què va continuar conservant documentació diversa fins a la seva mort.
Per salvaguardar aquest llegat documental, al cap d'un any de la mort del poeta es va constituir la Fundació Joan Brossa, que va assumir la custòdia i catalogació de tot aquest material. Es calcula que l'arxiu personal de Brossa consta aproximadament de 52.000 documents, entre els quals s'inclouen els manuscrits de la seva obra artística i literària (esborranys i versions definitives), documents produïts durant la preparació d'edicions (llistes, sumaris, textos, proves d'impremta, galerades, etc.), facsímils, traducció d'obres literàries, correspondència, una col·lecció de fullets, invitacions, cartells, articles i retalls de premsa, documents de la seva participació política i social (adhesió a manifestos, campanyes, associacions, etc.), i una col·lecció de fotografies. L'arxiu també inclou documentació administrativa (factures, rebuts i comptes).
La biblioteca personal de Joan Brossa, per altra banda, està formada per uns sis mil llibres i molts altres números de revistes que configuren un fons ric en obres literàries, catàlegs d'exposició i assajos sobre teatre, màgia, cine i altres expressions artístiques que li interessaven. S'hi inclouen també les publicacions de textos del mateix Brossa, així com els estudis d'altres autors sobre la seva obra. La biblioteca va ser catalogada per la Universitat de Barcelona gràcies al suport de la Fundació Vila Casas, a l'Espai Volart de la qual es podien consultar els materials abans que es traspassessin al MACBA.

### Contingut MACBA

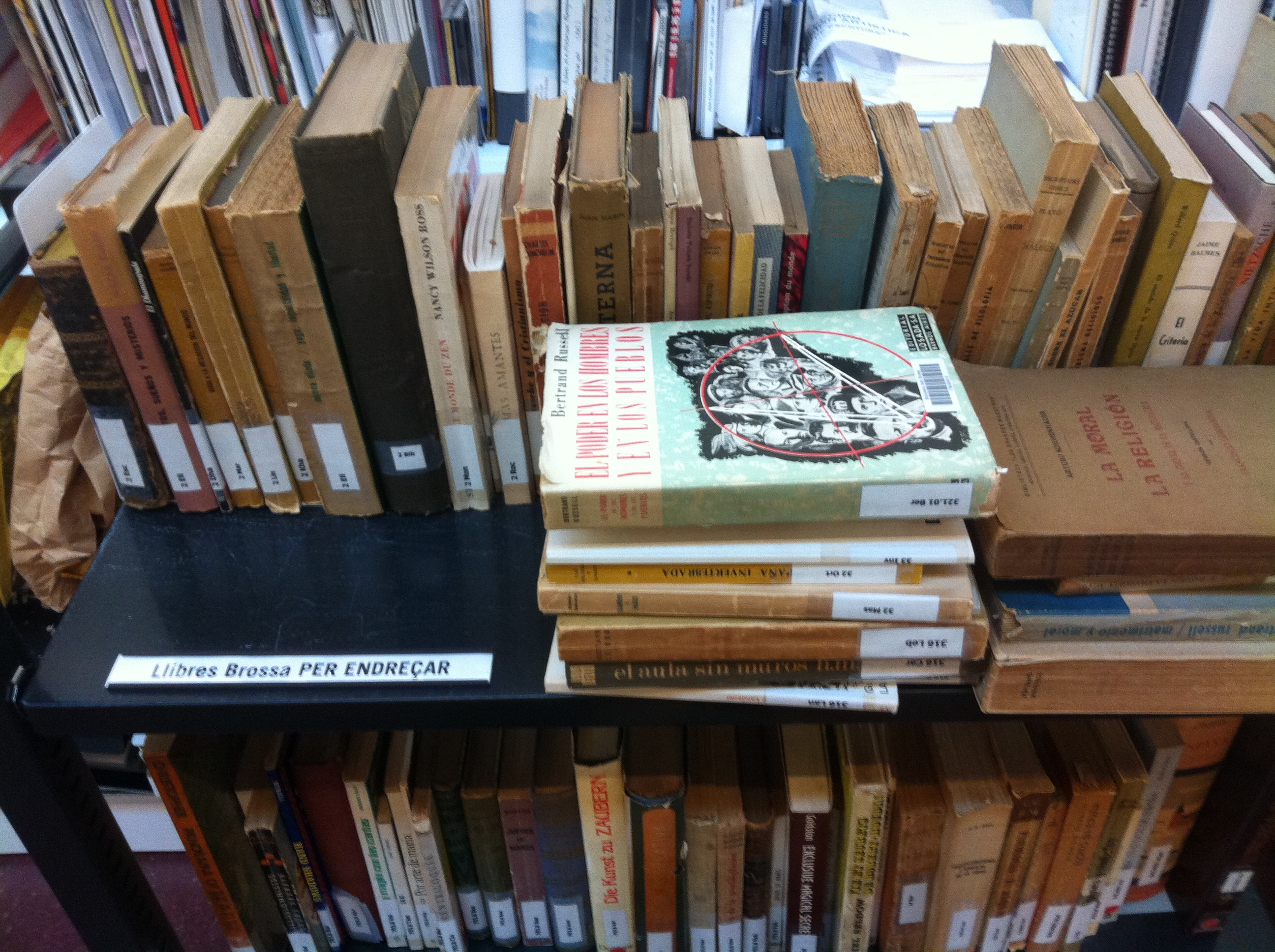
Part del Fons Joan Brossa quan va arribar al MACBA, el 2012

El gener de 2012 tant la biblioteca com l'arxiu personal de Joan Brossa i la seva col·lecció d'art (entre la que hi havia obres seves, però també obres d'altres artistes com Miró i Tàpies) van passar a la custòdia del Centre d'Estudis i Documentació MACBA, arran d'un acord de comodat a 25 anys firmat entre la Fundació Brossa, l'Ajuntament de Barcelona (que a la mort del poeta havia heretat el contingut d'un dels seus estudis) i el mateix MACBA.
Principalment hi ha les obres manuscrites del poeta i algunes galerades amb correccions autògrafes, la biblioteca personal que inclou exemplars de l'obra publicada del poeta, la poesia visual i els poemes objecte editats en tiratges curts, una col·lecció d'obres artístiques d'altres autors, així com la correspondència, les fotografies, els retalls de premsa i altres materials efímers reunits en l'exercici de les seves activitats. Hi destaca el nombre de versions autògrafes i mecanoscrites de l'obra literària (1941-1998), els manuscrits de poesia visual en llapis o collage de les sèries Suites (1959-1969) i Poemes habitables (1970), i els esbossos d'obra gràfica seriada, d'objectes i d'obra d'encàrrec (especialment de cartells i poemes corporis).
El fons inclou també documents de diferents tipologies que el poeta va usar per concebre els seus poemes (de retalls de premsa a objectes), interessants per a l'estudi del procés creatiu. Aquesta documentació forma part d'una col·lecció més àmplia, principalment de materials efímers, i la seva temàtica reflecteix les aficions del poeta i el seu interès per l'art contemporani: la pintura i l'escultura, la poesia visual, la música, la prestidigitació, les arts escèniques populars (el cabaret i el teatre de varietats) i el cinema.
D'altra banda, el volum considerable de la correspondència i la diversitat de corresponsals palesen la intensa vida social i les afinitats personals del poeta en el món cultural i artístic dels anys quaranta en endavant. Un altre testimoni de la vida cultural, sobretot de Barcelona, és el notable volum de la sèrie de fulls solts, fullets, programes de mà i cartells d'exposicions i espectacles. Falta la correspondència de la companya del poeta, Pepa Llopis, i una dotzena d'obres manuscrites de
poesia visual de la sèrie Suites de l'any 1959. A nivell físic, el fons consta de:
- 25 m aprox. (ca. 214 unitats d'instal·lació), paper
- 2600 fotografies aprox. (majoritàriament positius, b/n i color)
- 619 cartells aprox., paper
- 7,3 m aprox. de fullets i programes (ca. 49 unitats d'instal·lació), paper
- 138 vídeos (majoritàriament VHS)
- 54 enregistraments sonors (36 cassets i 18 discos)
- 5 m aprox. d'objectes (ca. 22 unitats d'instal·lació)[23]

## Centenari
L'any 2019, es commemorà el centenari del seu naixement amb un seguit d'exposicions, estrenes teatrals i reedicions de la seva obra poètica, amb la voluntat de redescobrir el poeta avantguardista, a la vegada que es va aplegar tota la seva poesia visual en un sol volum de 658 pàgines, Catálogo razonado de poesía visual. 1941-1970, amb moltes obres inèdites.
Homenatge al centenari que va tenir lloc a la vila de Sitges. Acte poètic: Sitges en vers VII, Diada de Sant Jordi 2019, Espai cultural Pere Stämpfli. Col·labora Núria Amigó, Presidenta del Grup d' Estudis Sitgetans Organitza Rosa Maria Puig i Reixach. Reciten: Alpe Conceptes, Llucià Ainsa, Núria Amigó, Modesto Caballero, Aurora Carbonell, Miquel Forns, Eduard Herrmann, Dolors Juan, Xavier Miret, Blanca de Nicolàs, Àngels Parés, Rosa Maria Puig, Anna Maria Rodà, Isidre Roset, Laura Sánchez, Marta Sánchez.https://www.youtube.com/watch?v=QQ13FZqezEU

## Galeria d'imatges
- Detall del Poema visual transitable en tres parts (1984), al parc del Velòdrom de Barcelona
- Joan Brossa: Homenatge al llibre (1994), poema urbà a la cruïlla del passeig de Gràcia i la Gran Via, Barcelona
- Poema corpori A de barca (1996), Parc de Catalunya, Sabadell
- Poema corpori Lletres gimnastes (1997), a la façana de la botiga El Ingenio del carrer de Rauric, Barcelona
- A de cinema (1999), poema corpori a la plaça de Santa Susanna, Girona
- A ajaguda amb peix (1999), a la façana de l'Ajuntament de Mollet del Vallès
- Faune (2004), poema visual a l'interior d'illa dels carrers del Rosselló, d'Aribau i d'Enric Granados, Barcelona
- Camí de la A a la Z (2007), poema visual en una paret mitgera del carrer de València, Barcelona